# Biserica de lemn Cuvioasa Paraschiva din Izvoarele

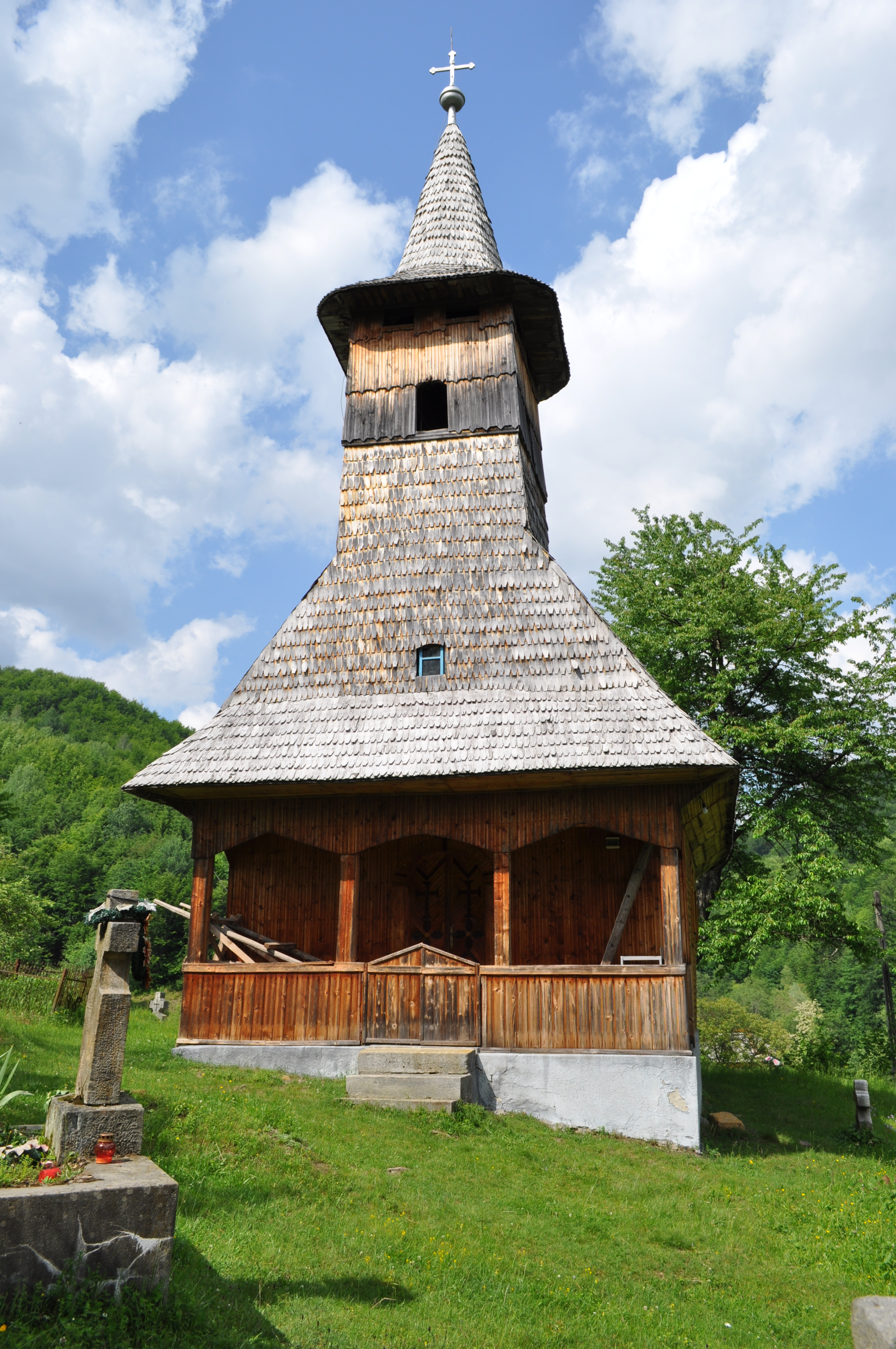
Biserica de lemn „Cuvioasa Paraschiva” din satul Izvoarele, comuna Cernești, județul Maramureș, foto: iunie 2012.

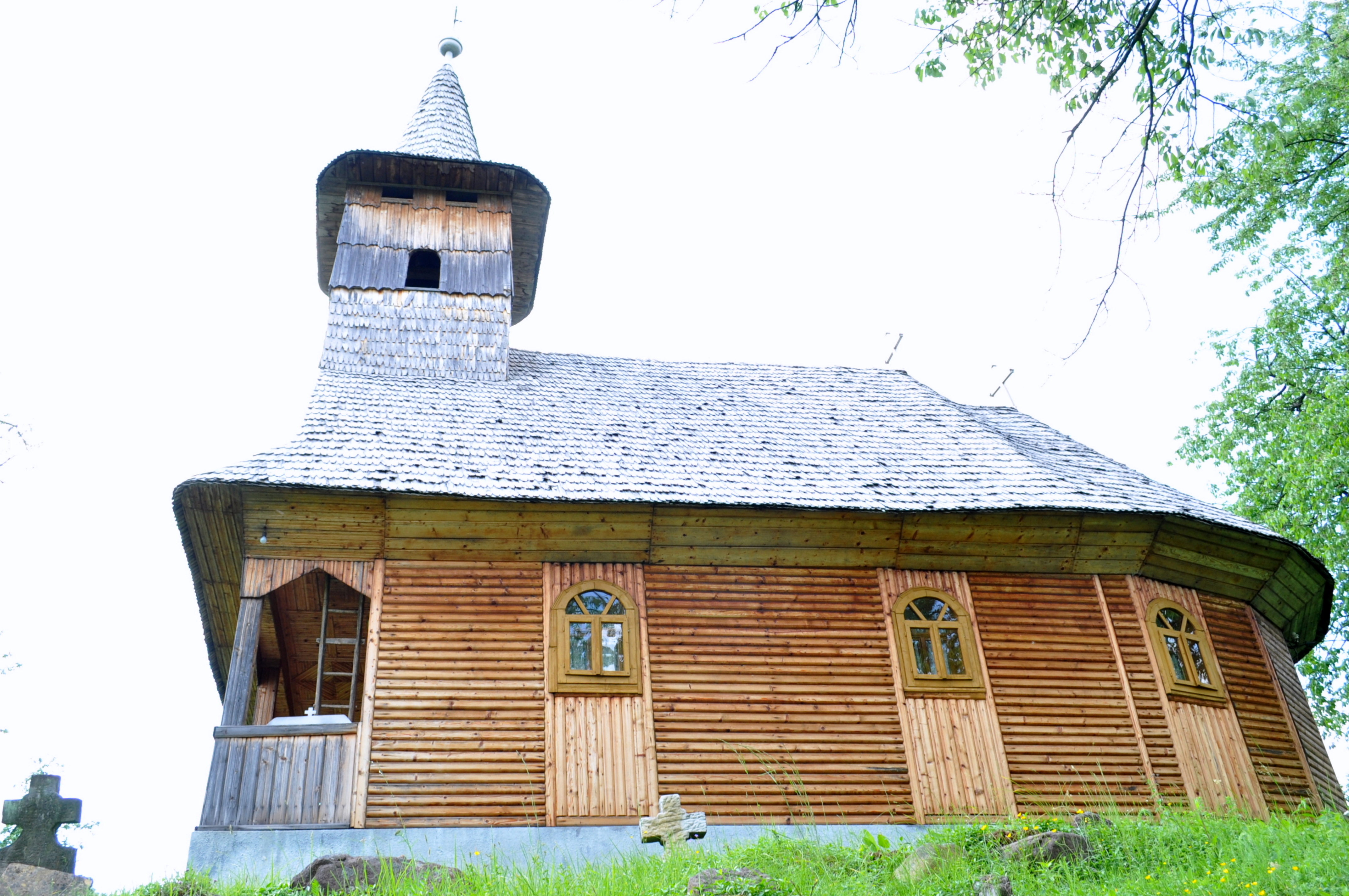
Biserica de lemn „Cuvioasa Paraschiva” din satul Izvoarele, comuna Cernești, județul Maramureș, foto: iunie 2012.

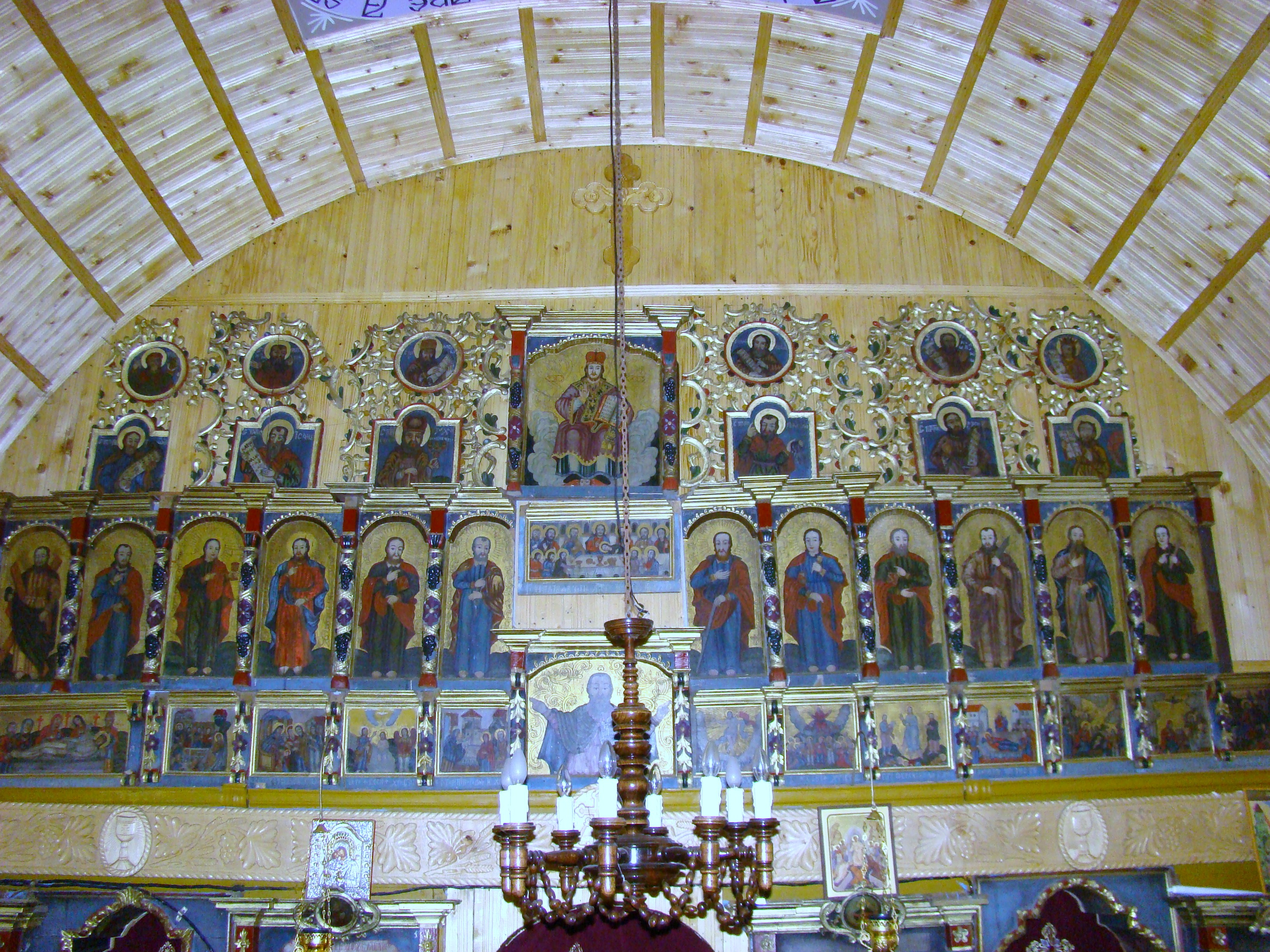
Iconostasul bisericii de lemn dispărute din Făurești

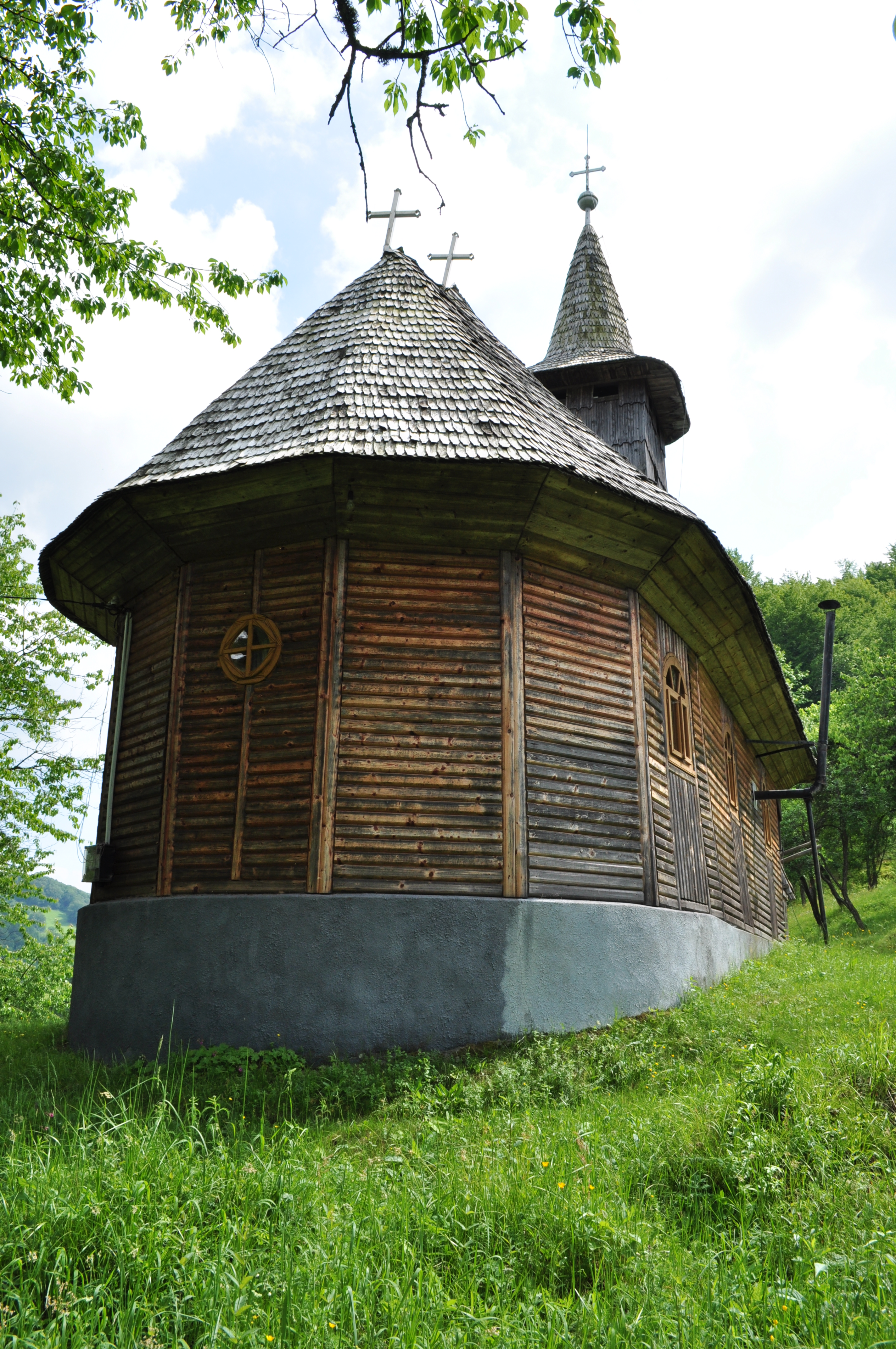
Biserica (est)

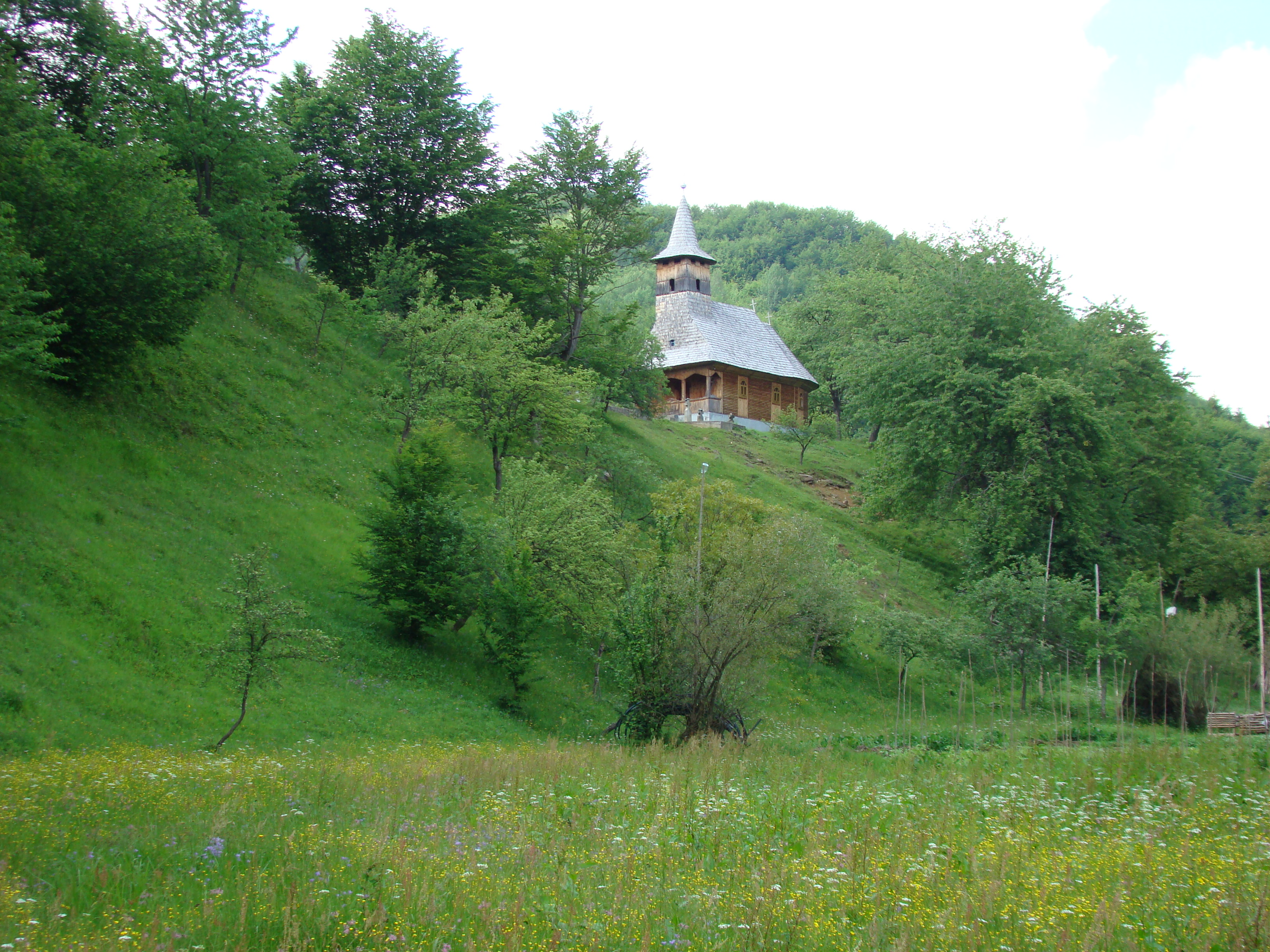
Biserica din depărtare

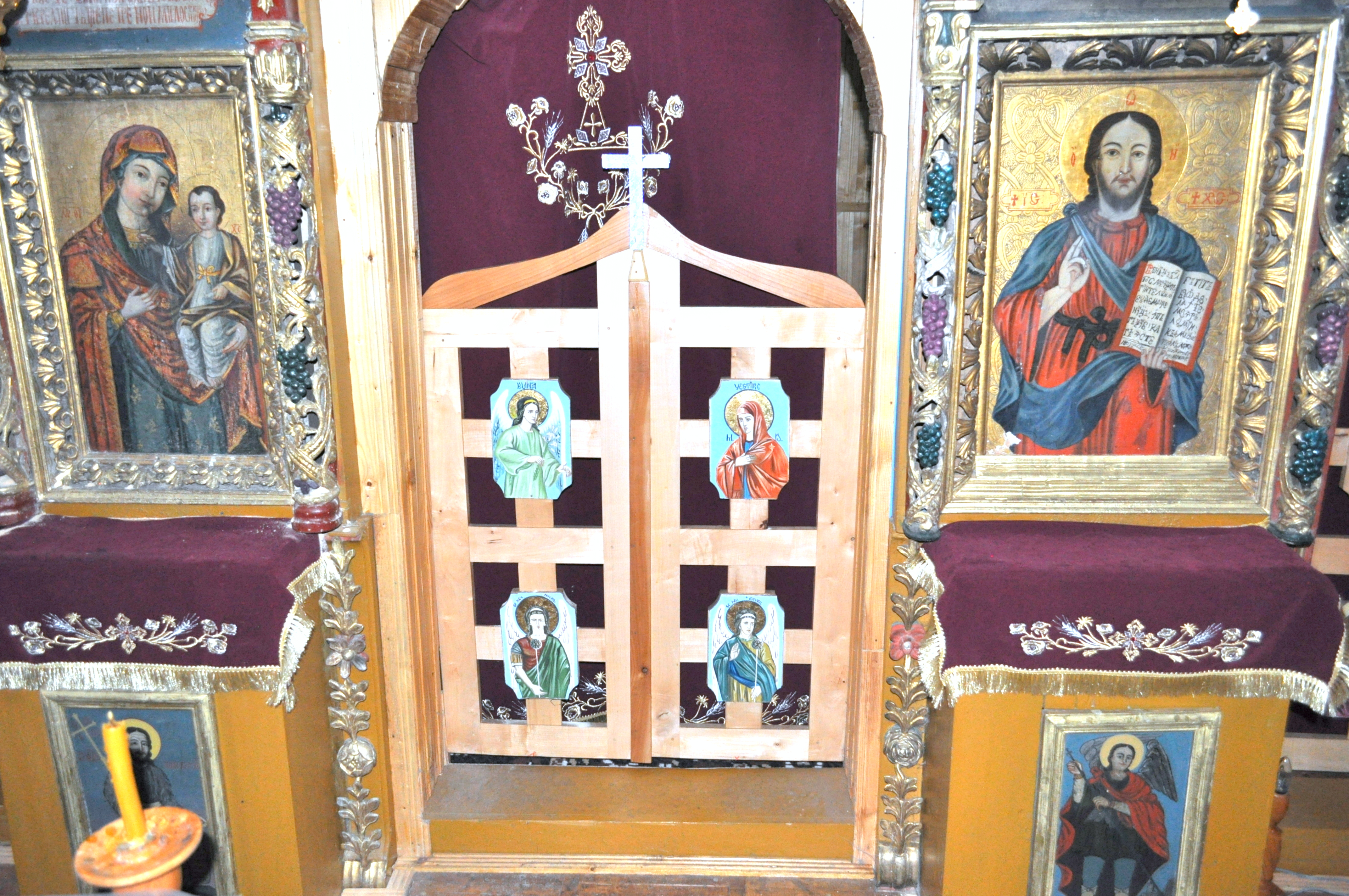
Icoane și uși împărătești

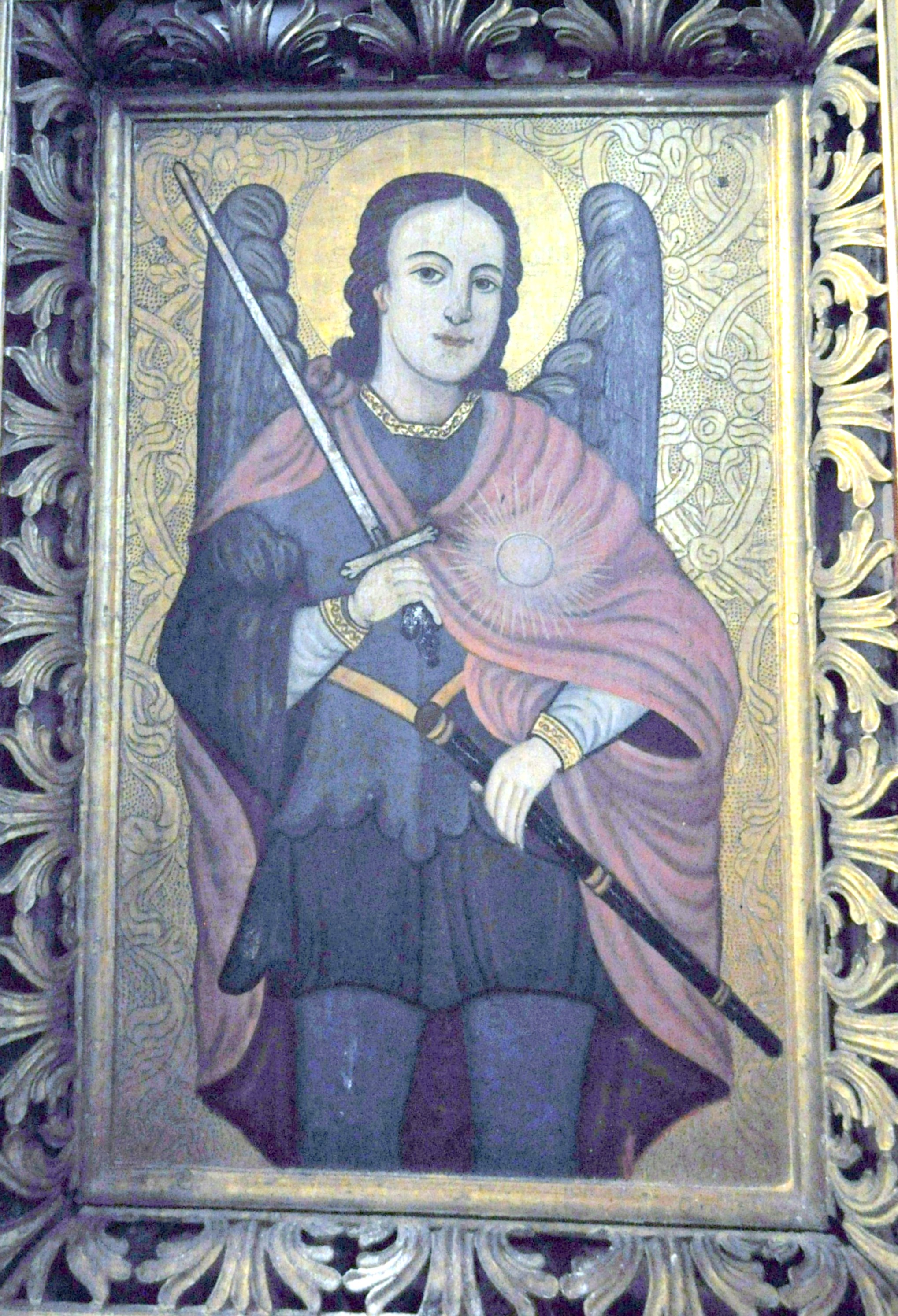
Arhanghelul Mihail

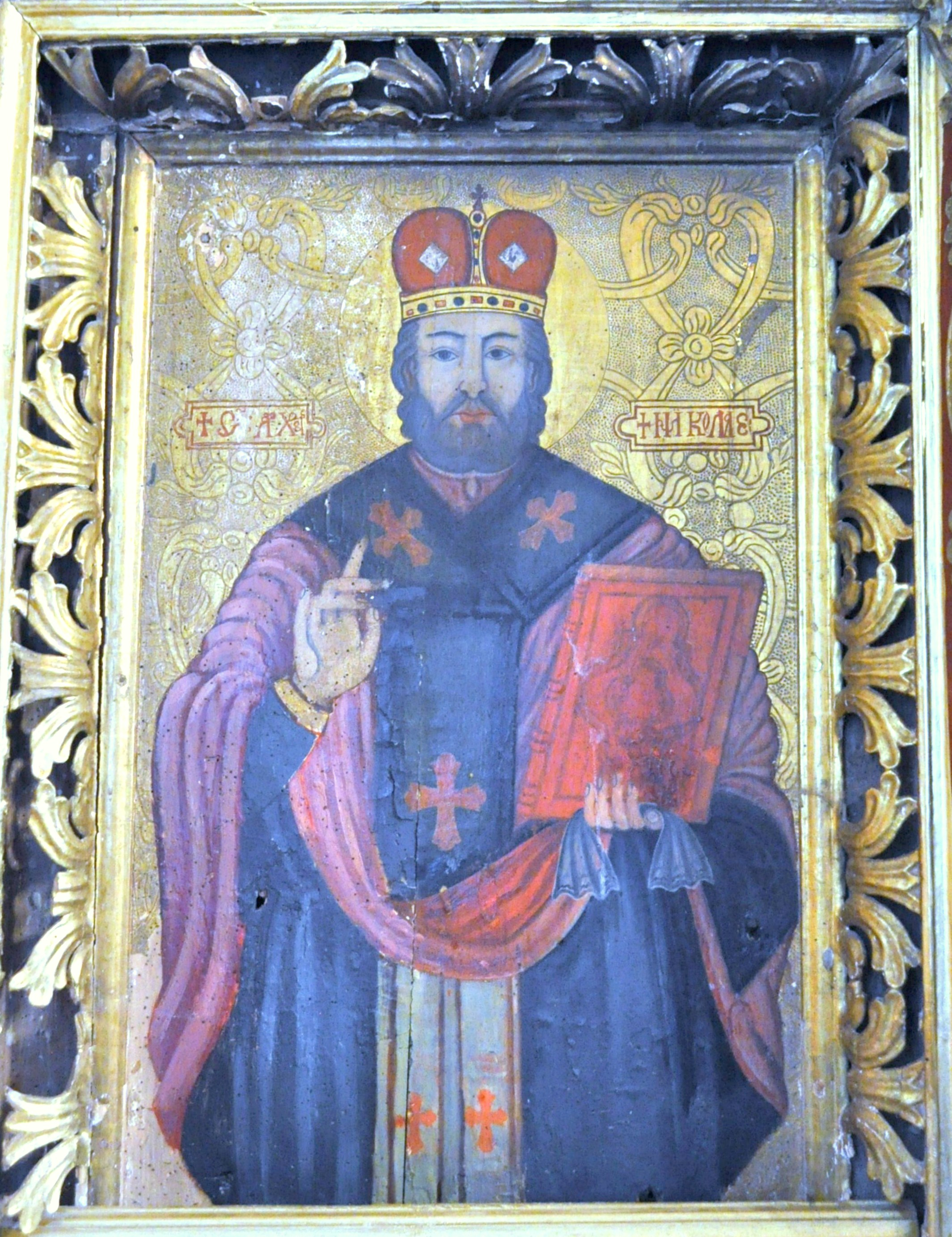
Sfântul Nicolae

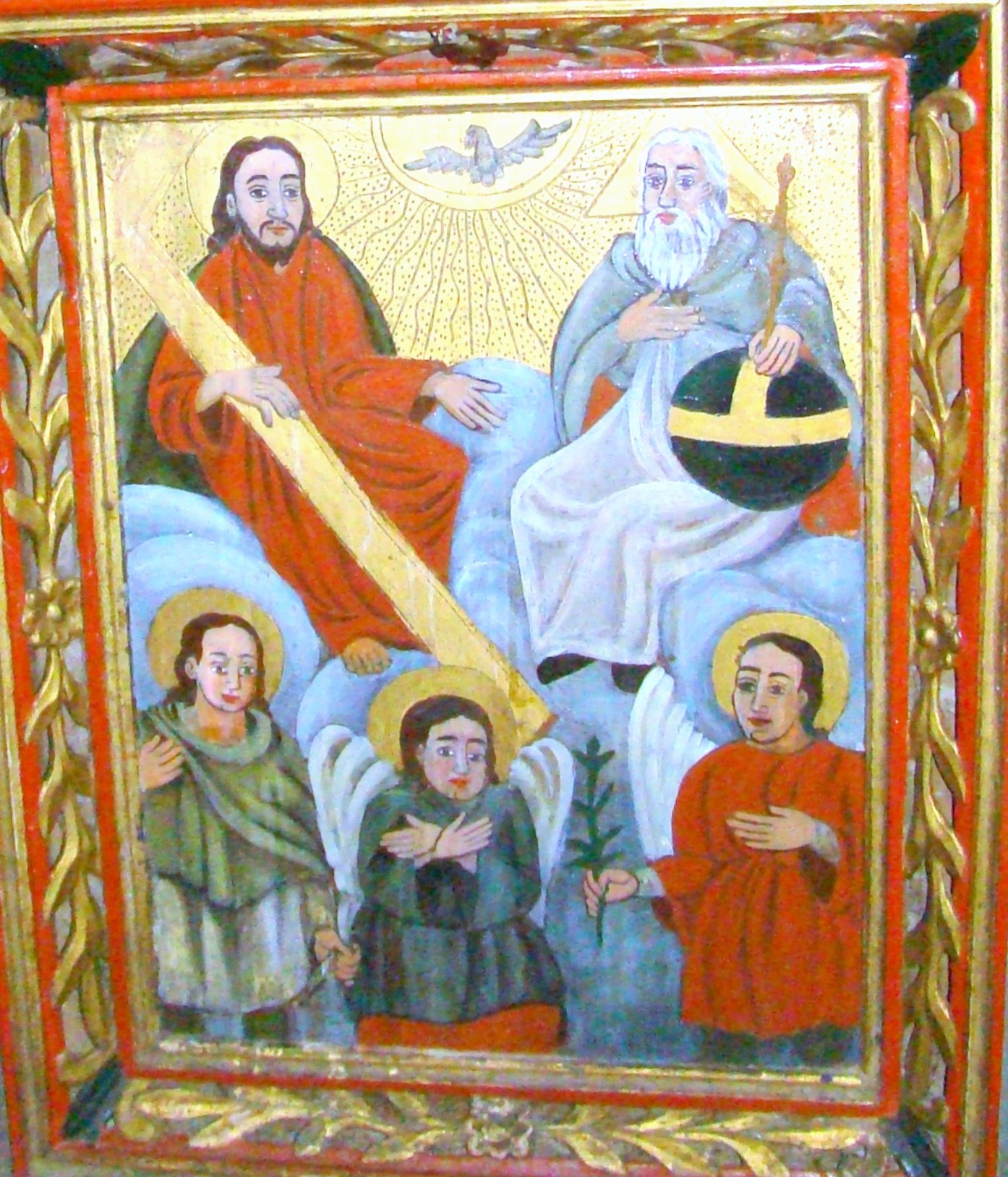
Sfânta Treime

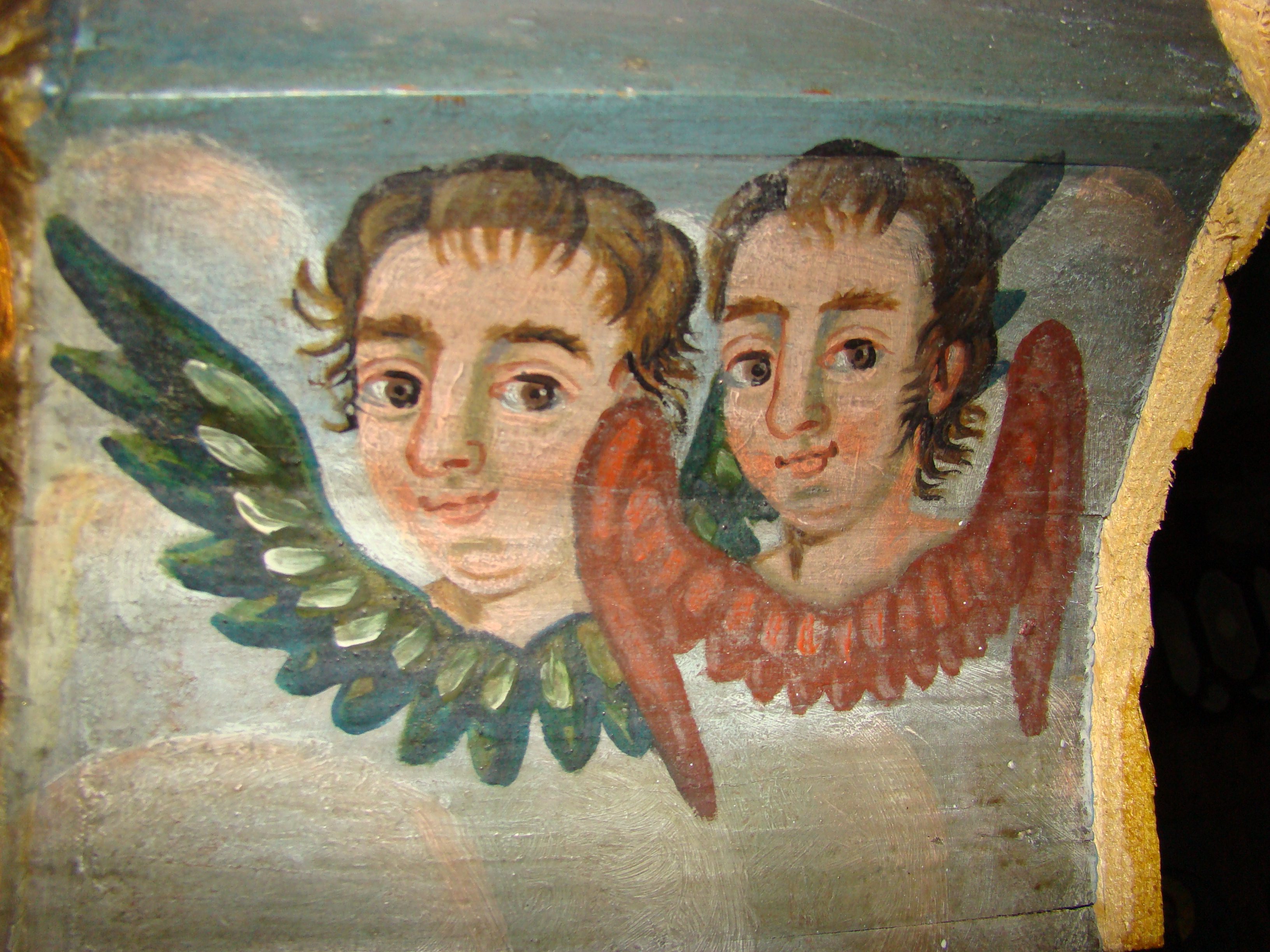
Heruvimi

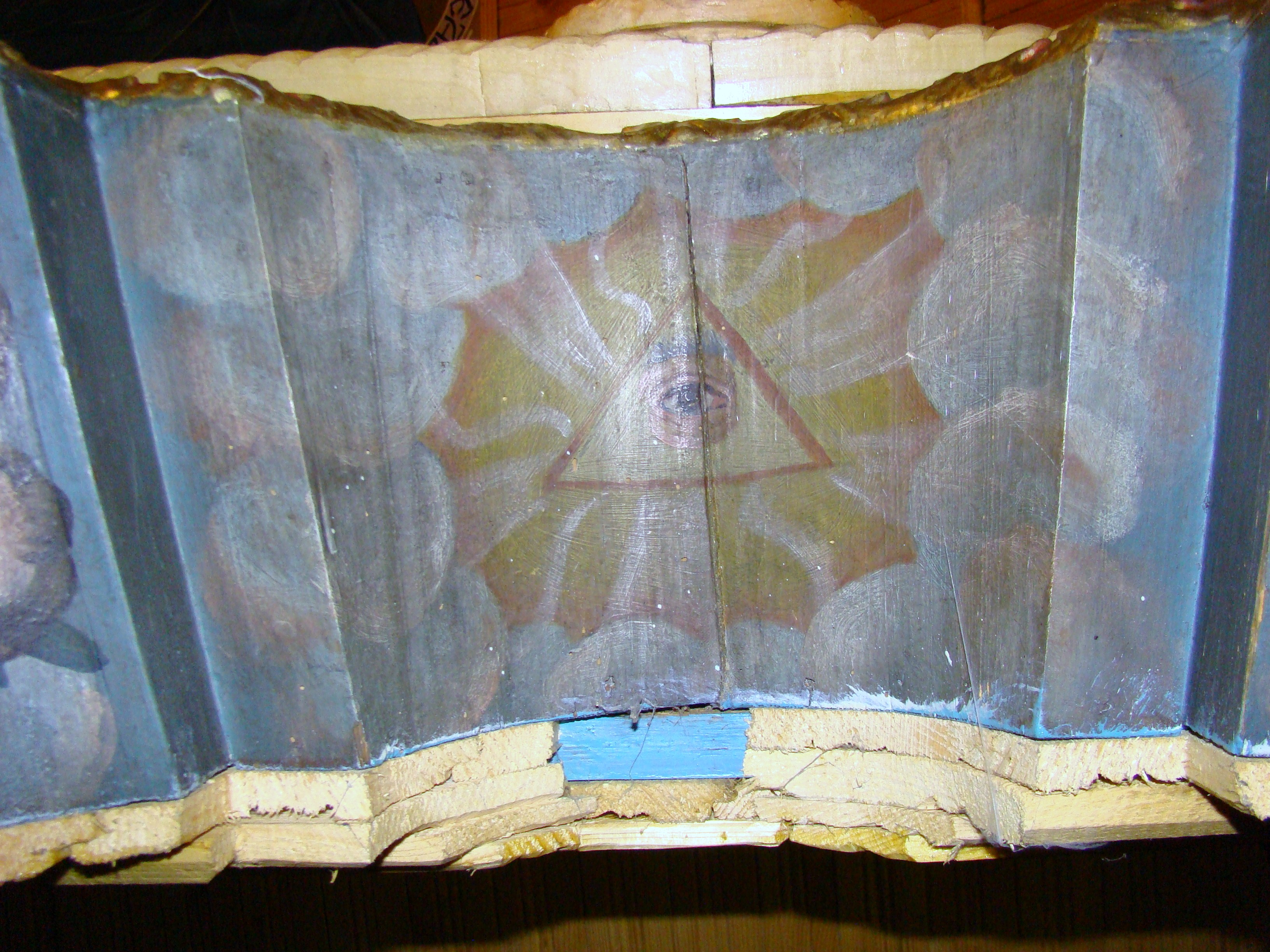
Ochiul lui Dumnezeu

Biserica de lemn „Cuvioasa Paraschiva” din satul Izvoarele (vechea denumire  a satului era Bloaja), comuna Cernești, județul Maramureș datează din anul 1928. Lăcașul de cult figurează pe lista monumentelor istorice, cod LMI MM-II-m-B-04591.

## Istoric și trăsături
Localitatea este atestată la 1770. Biserica de lemn cu hramul „Cuvioasa Paraschiva”, a fost ridicată în 1928, în partea de sus a satului, de către credincioșii de rit ortodox. Este construită din bârne de fag, acoperite în exterior cu lambriuri dispuse orizontal, cu excepția zonelor ferestrelor, ce sunt lambrisate vertical, dând impresia unor uși de acces. Construcția are un mic pridvor, acoperit prin prelungirea poalei din față a turnului-clopotniță și o absidă pentagonală decroșată. 
Acoperișul din draniță are în partea din față un turn-clopotniță cu foișor înfundat, prevăzut cu două mici deschideri laterale sus și una mare jos, peste care se înalță coiful conic foarte evazat, ce se termină cu o cruce simplă.
Pictura parietală este înlocuită prin icoane aplicate realizate pe placaj de către pictorul Aurel Pop din Baia Mare. Remarcabil este iconostasul, adus de la biserica veche de lemn din Făurești, demolată o dată cu ridicarea alteia de piatră.  În primul registru, cu Dumnezeu-Tatăl pe axă, se pot vedea scene din viața Mântuitorului, înscrise în rame pătrate, cu excepția celor de pe laturi, care au forma unei dreptunghi.  Al doilea registru, cu Cina cea de Taină în centru, este flancată de Apostoli, cuprinși în arcade de templu, cu stâlpii bogat decorați, cu ciorchini de struguri și corole crucifere.  Al treilea registru îl redă pe Iisus Arhiereu între Prooroci, dispuși pe două rânduri, în medalioane pătrate pe rândul de jos,  și circulare, cu raze de lumină, în cel de sus.
Iconostasului îi lipsește registrul de sus, cu Iisus Răstignit și câteva elemente decorative, ce nu afectează asupra impresiei copleșitoare de ansamblu.

## Imagini din exterior

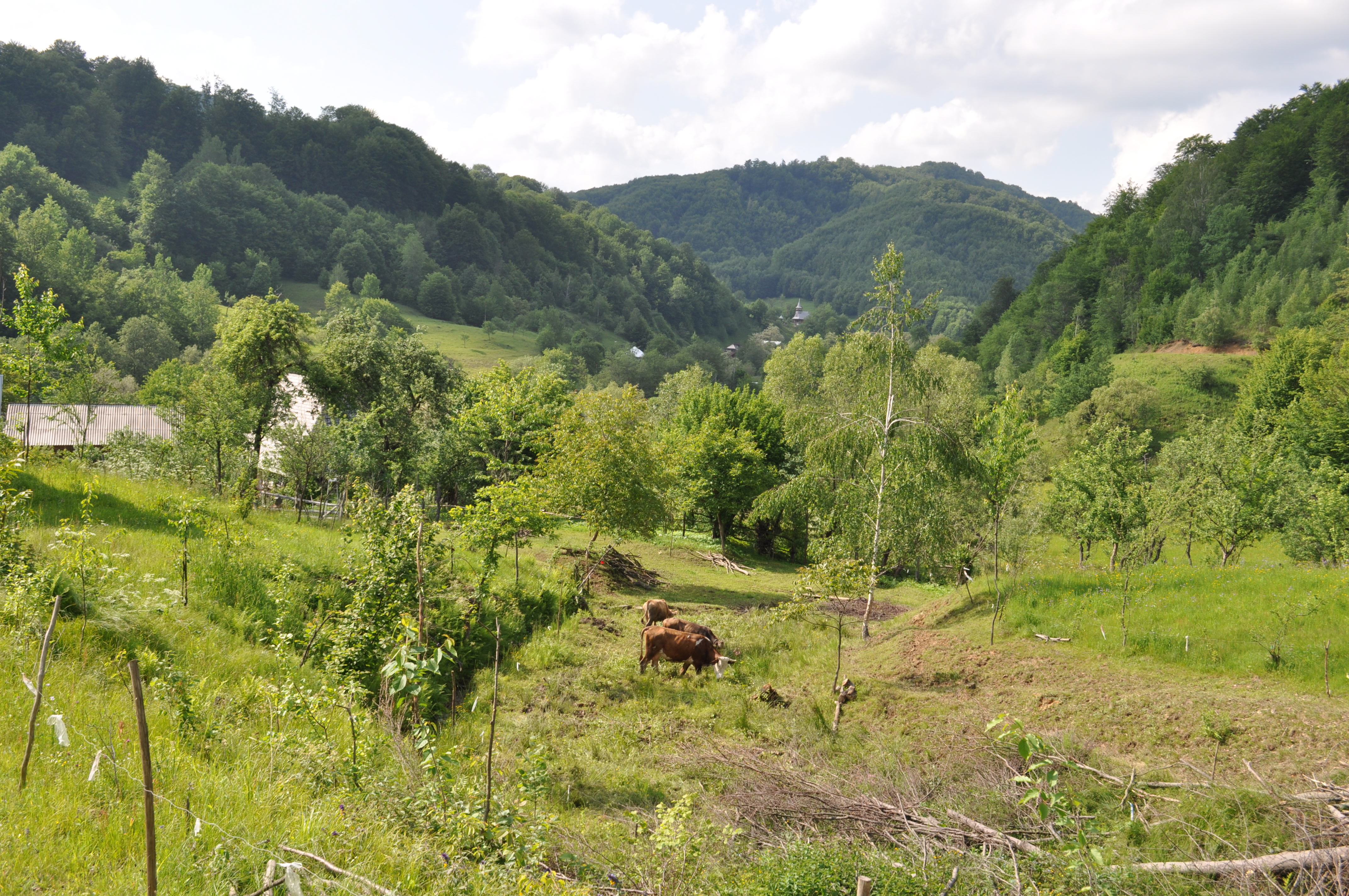
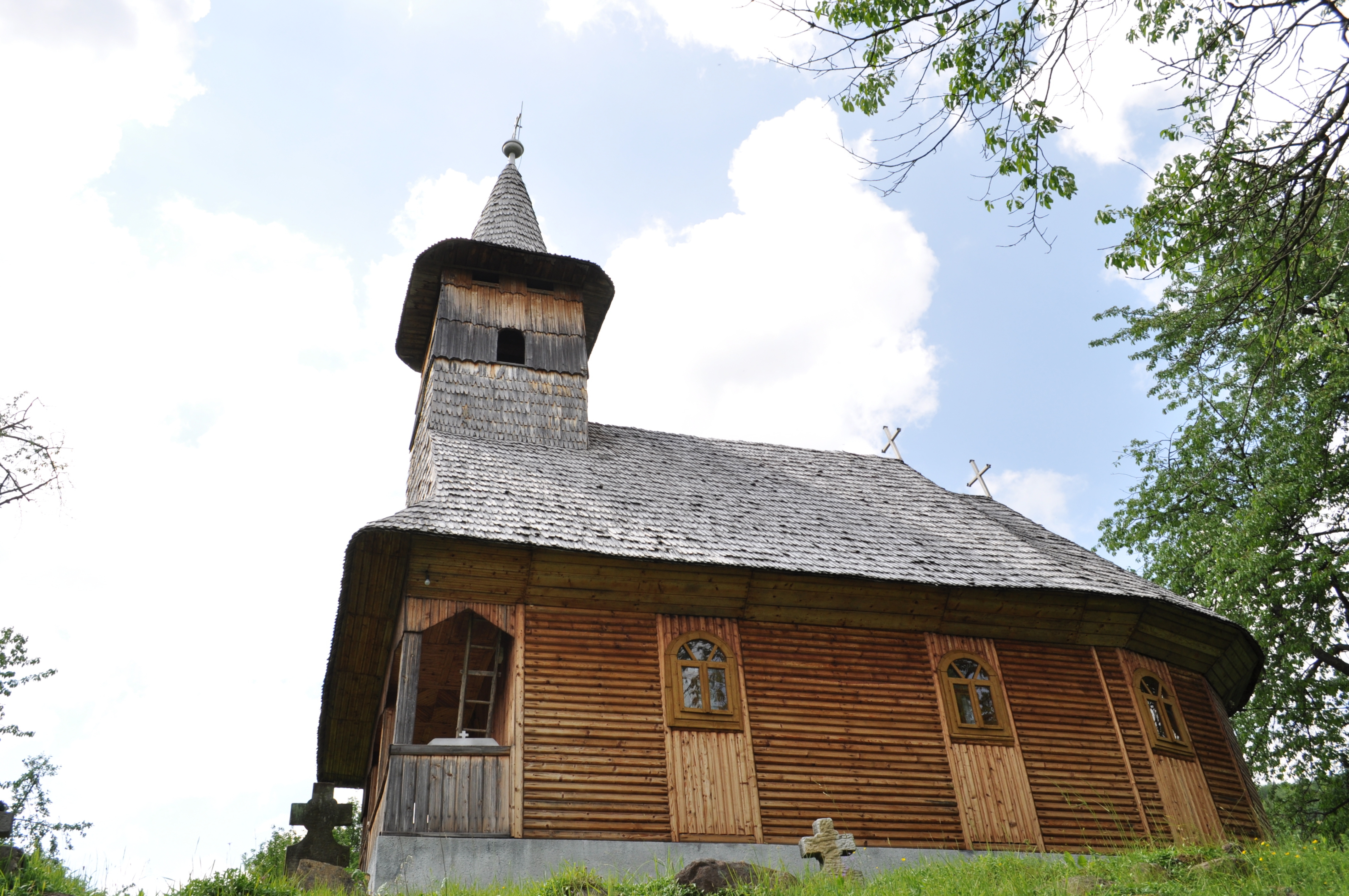
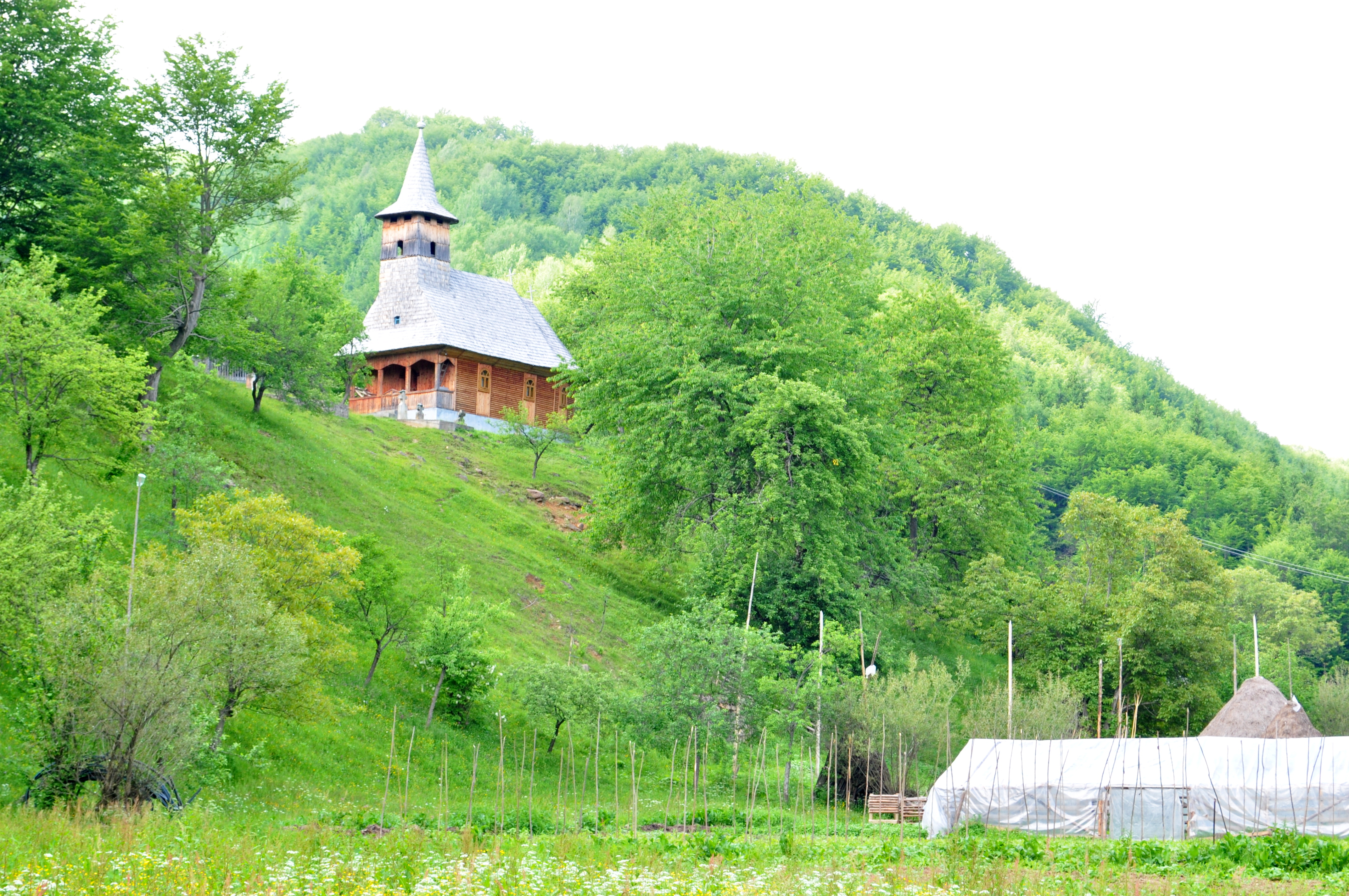
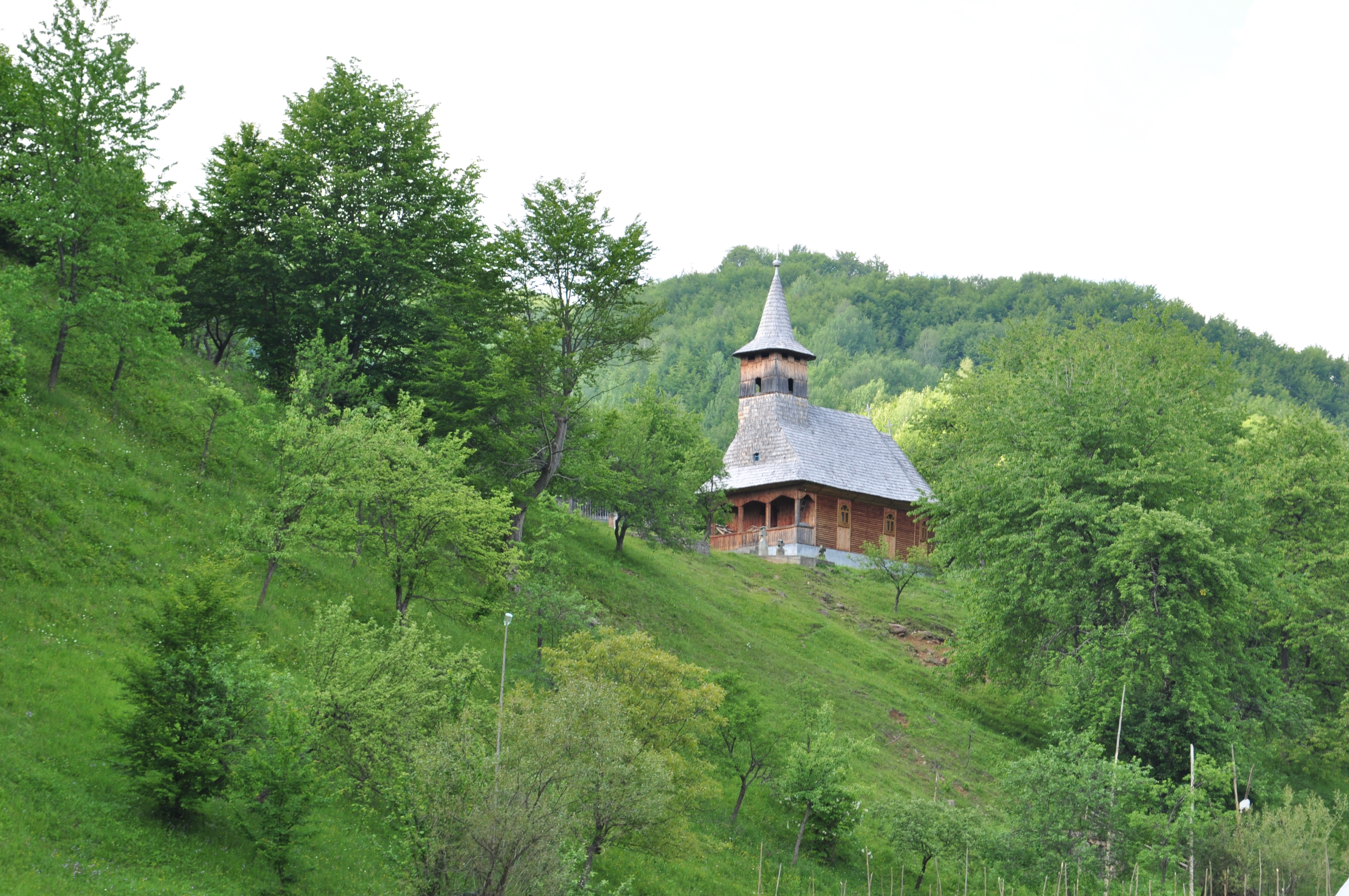
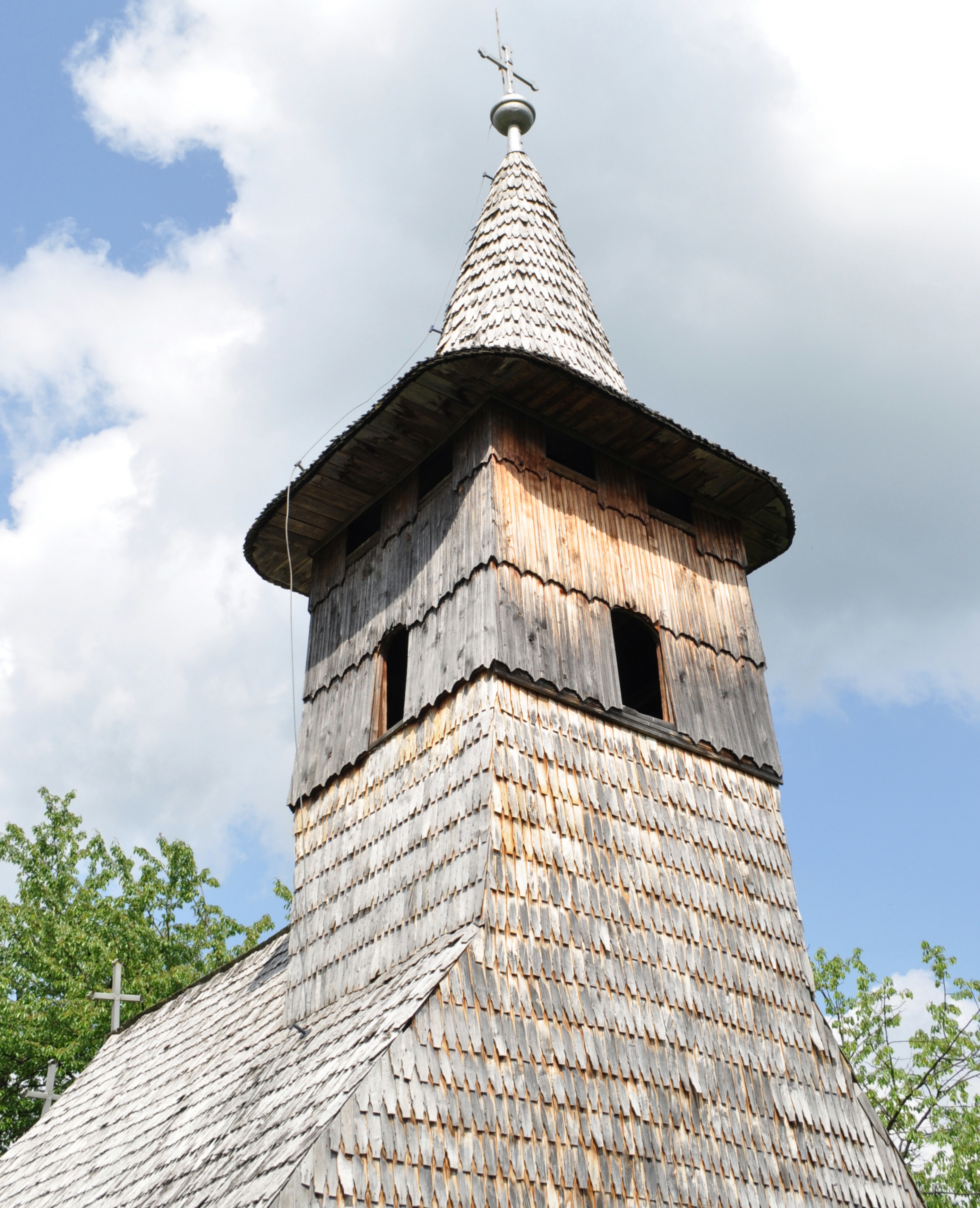
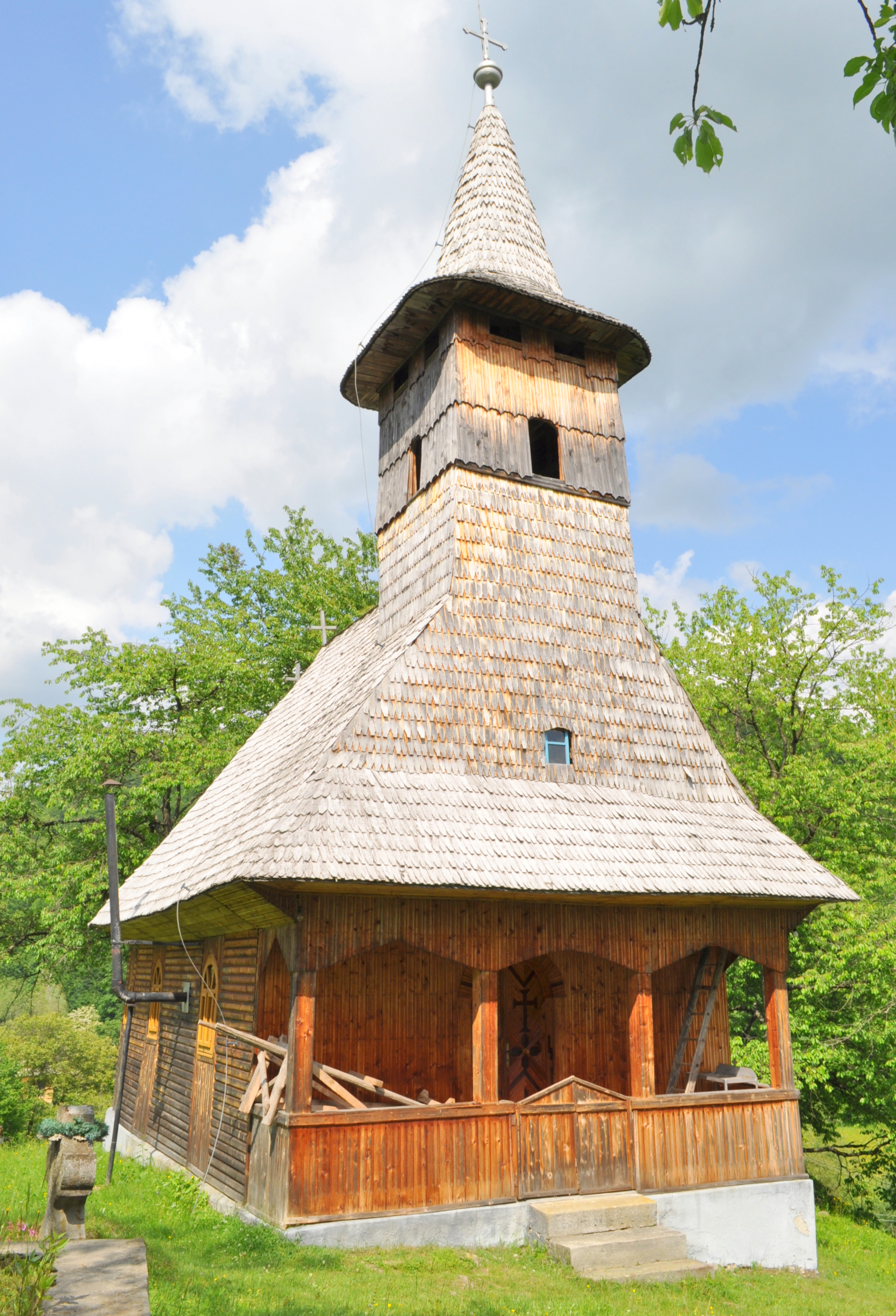
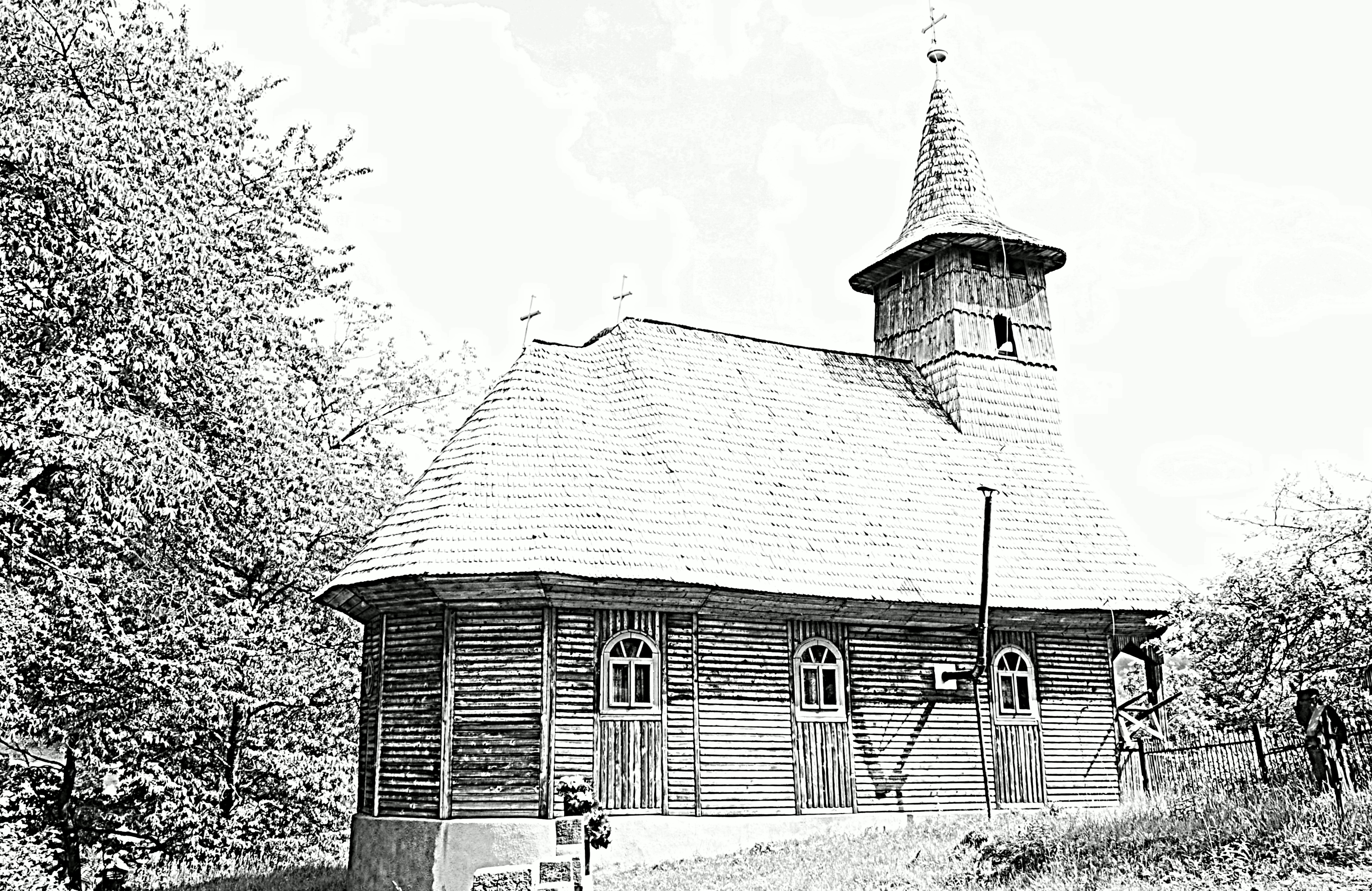
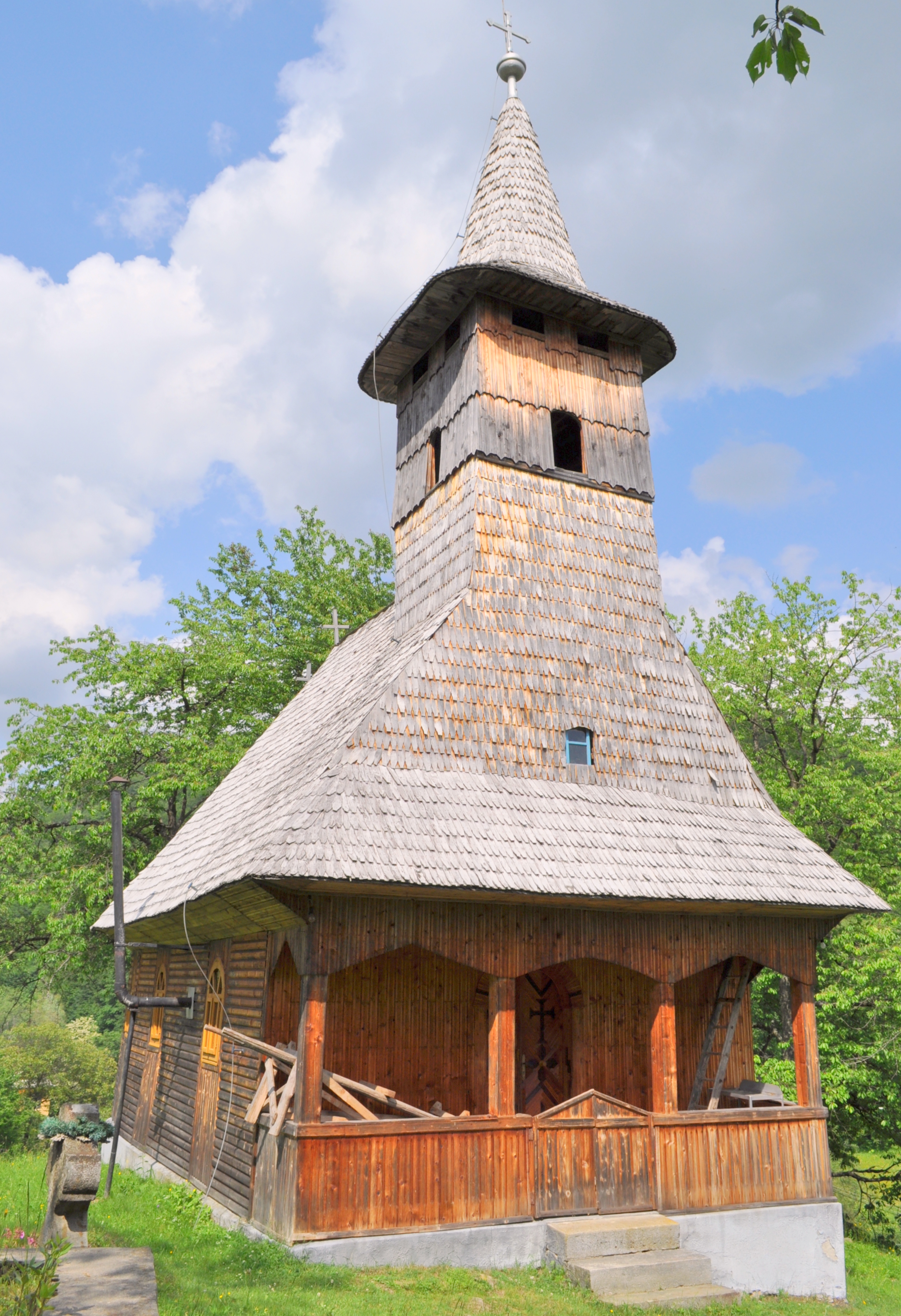
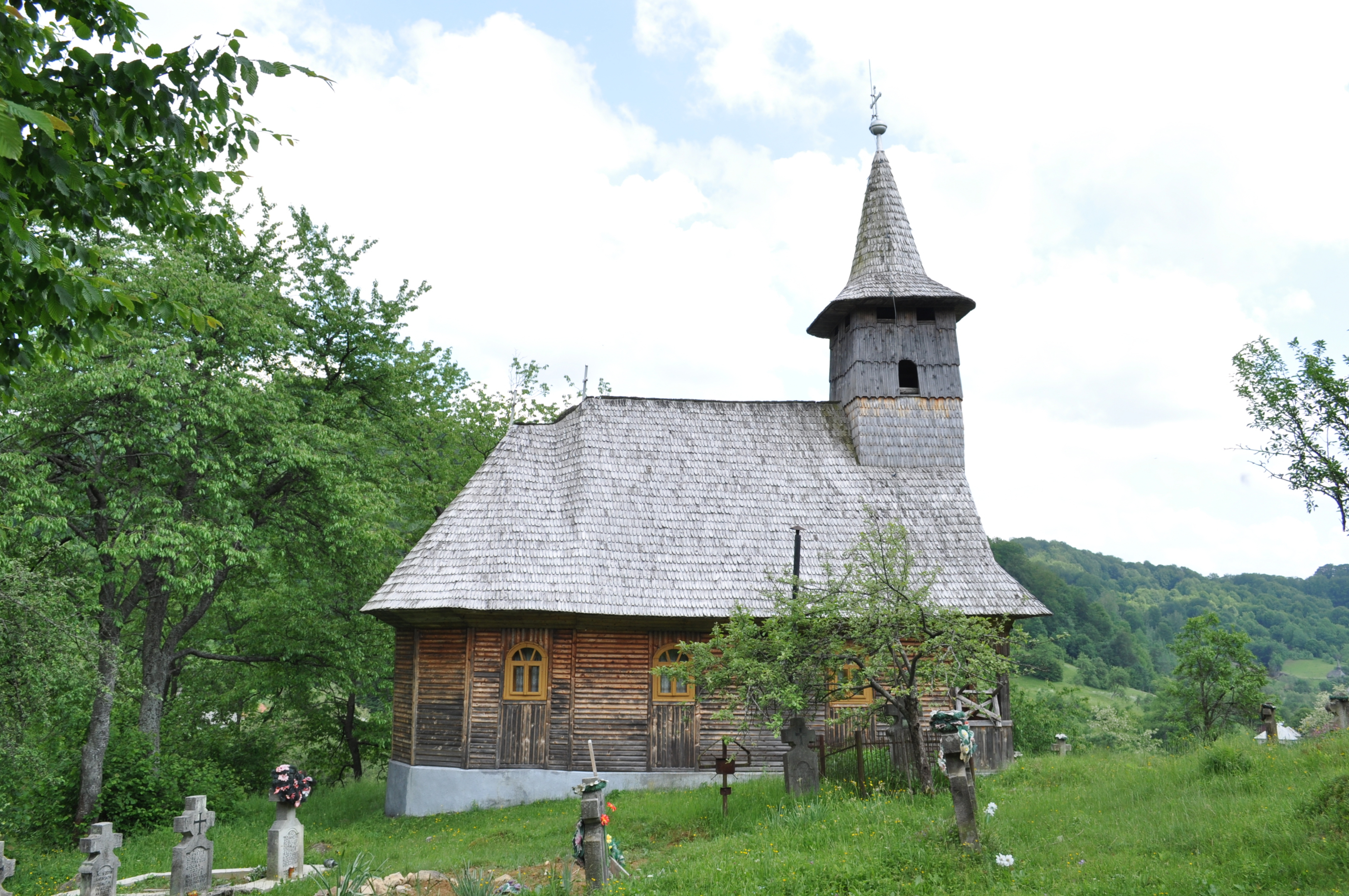
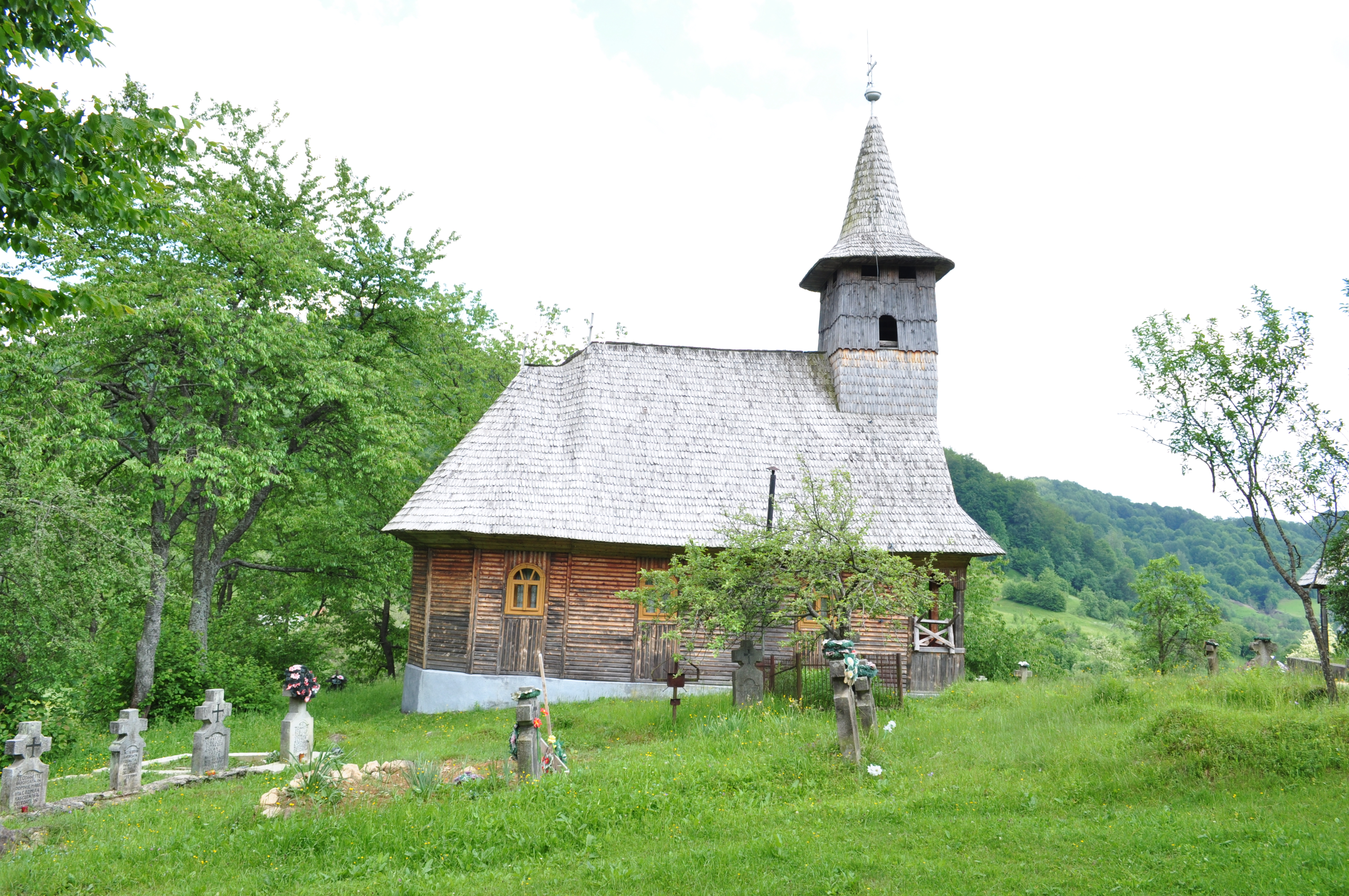
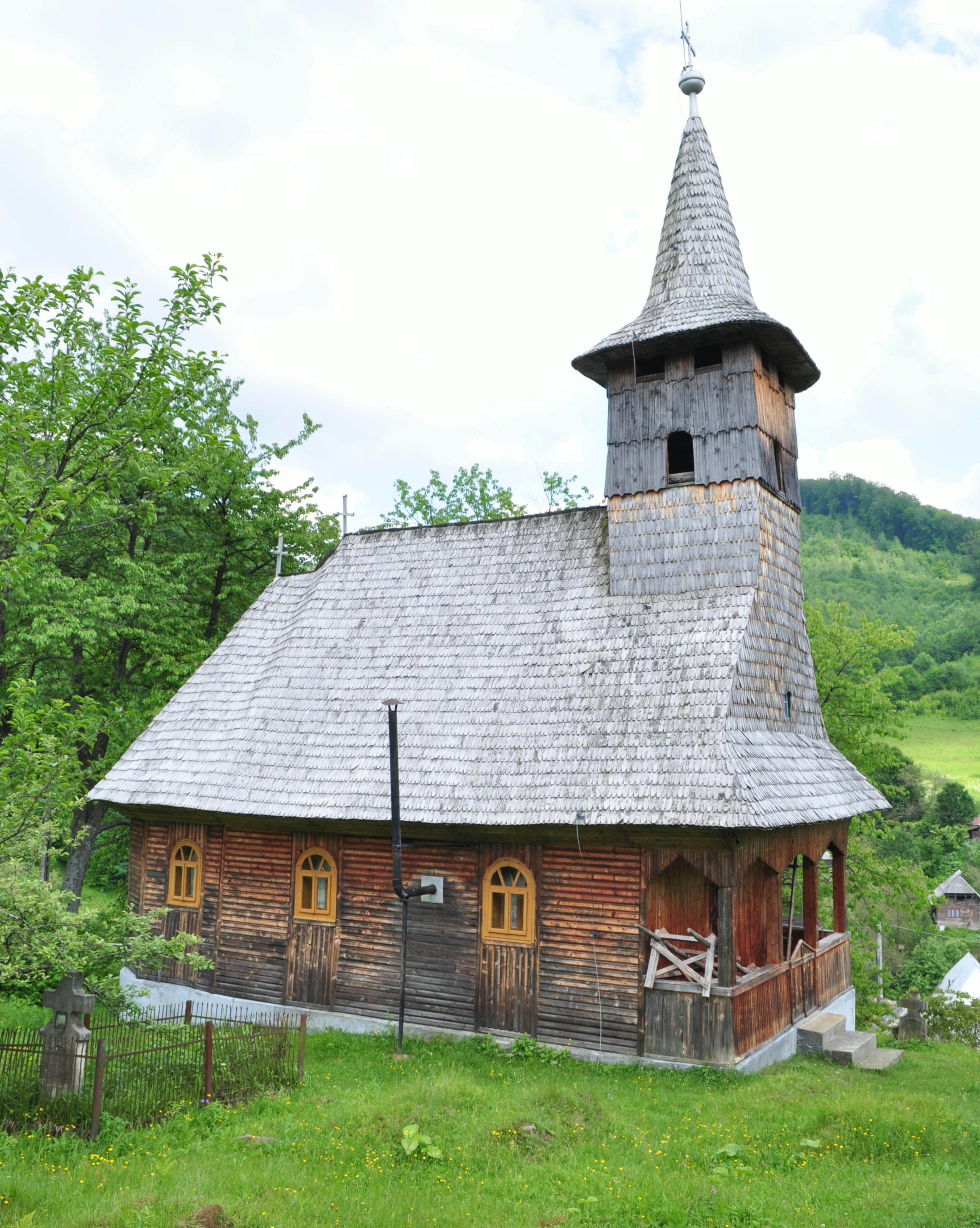
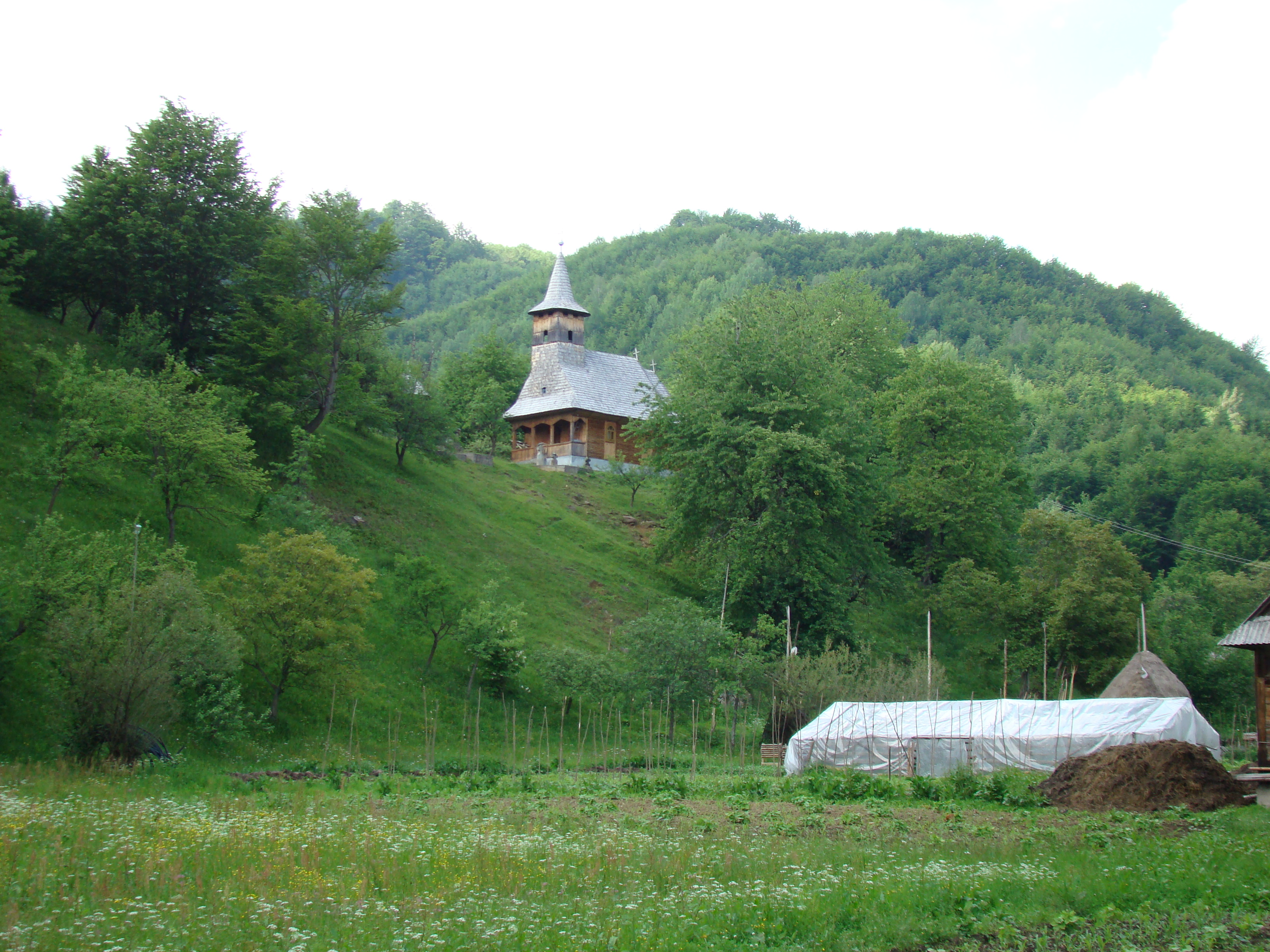
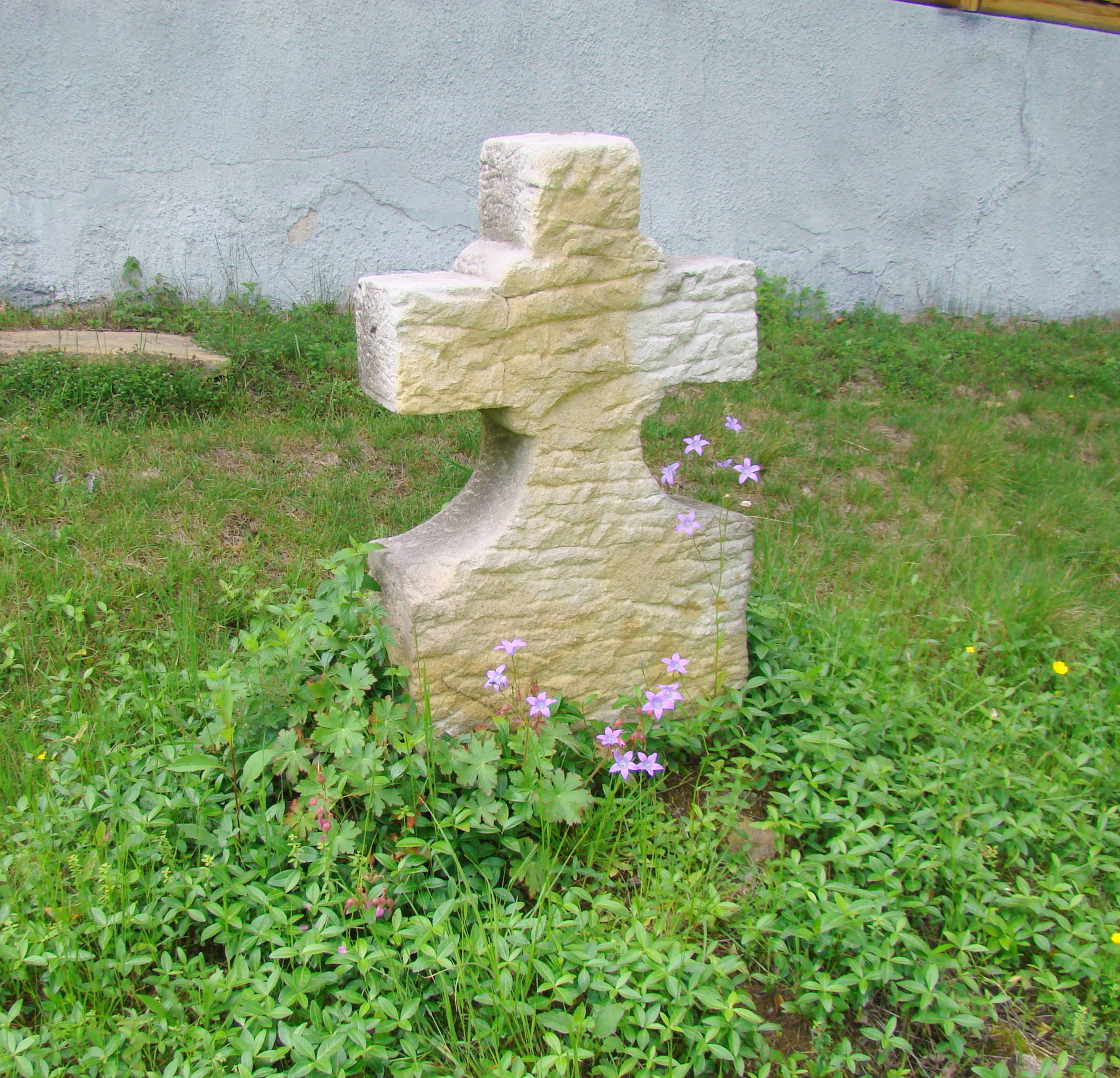
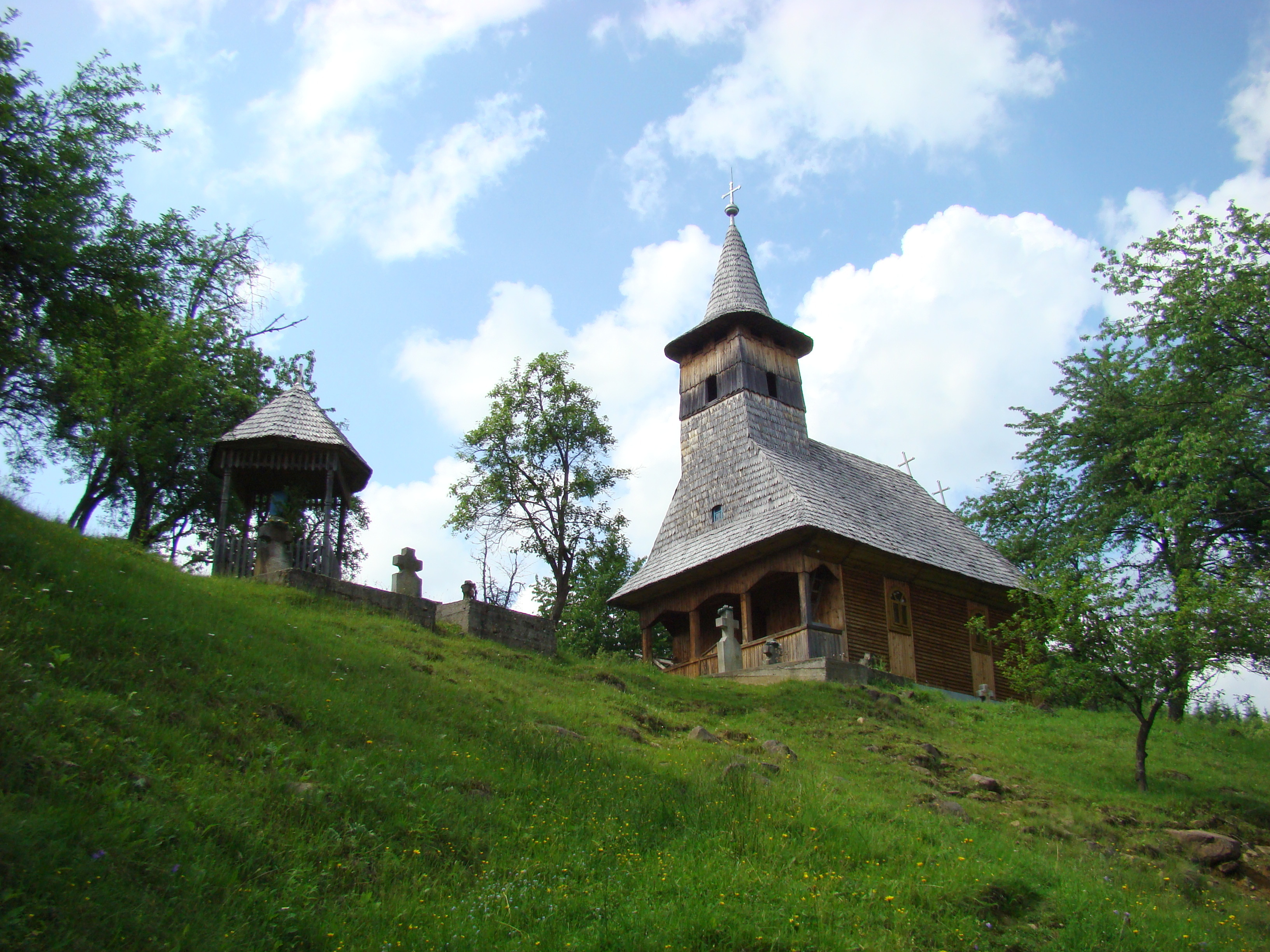
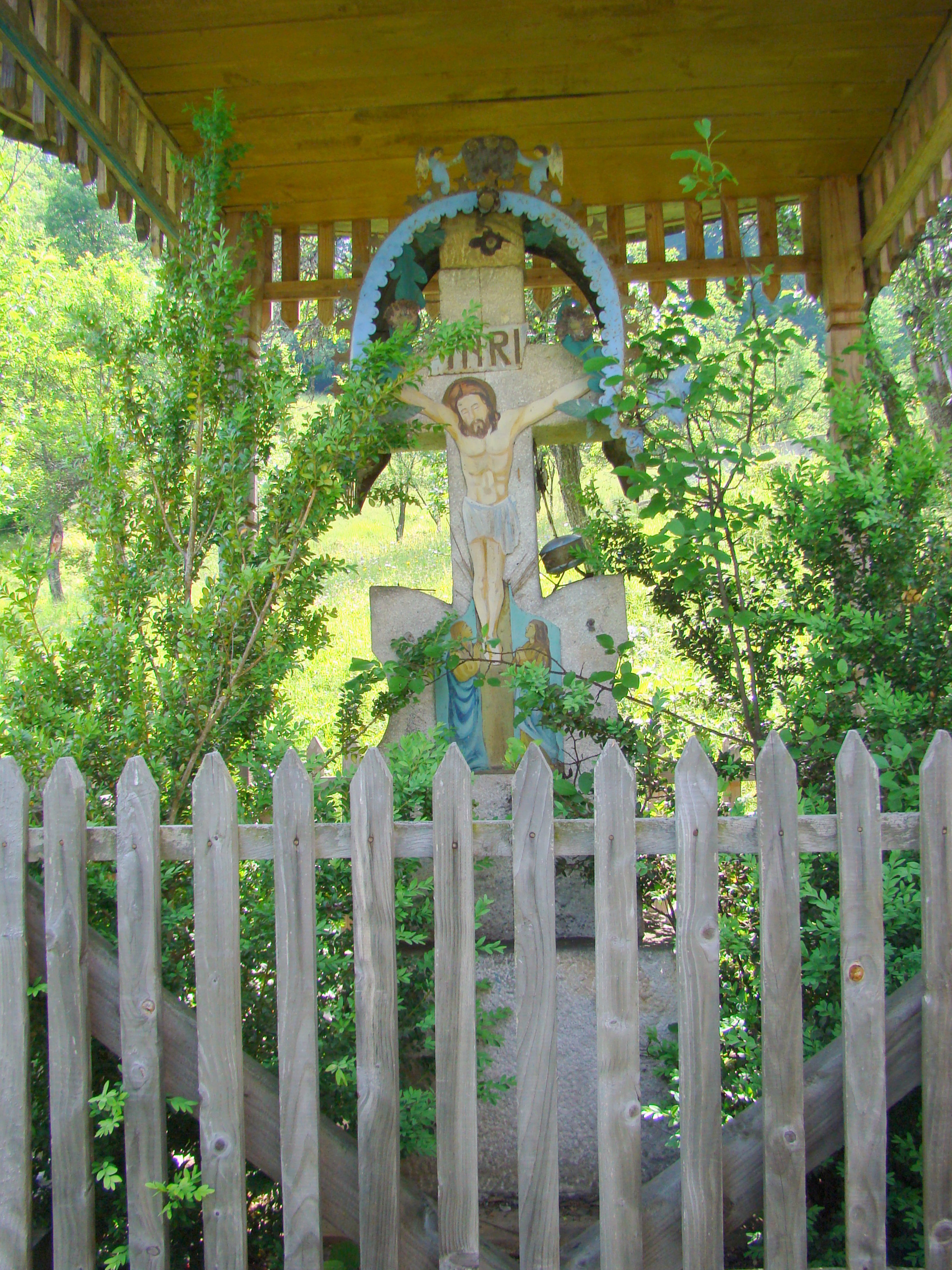
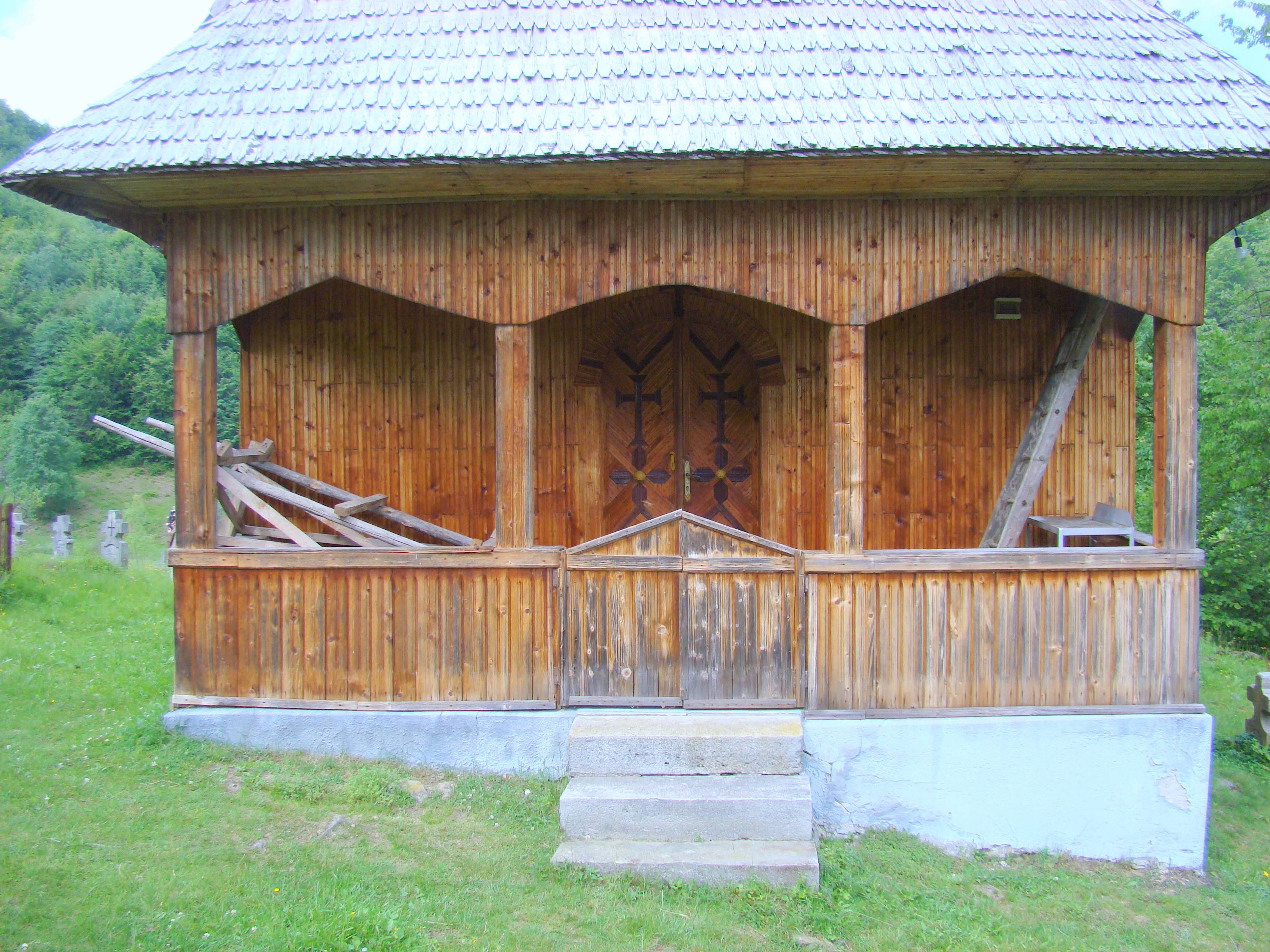

## Imagini din interior

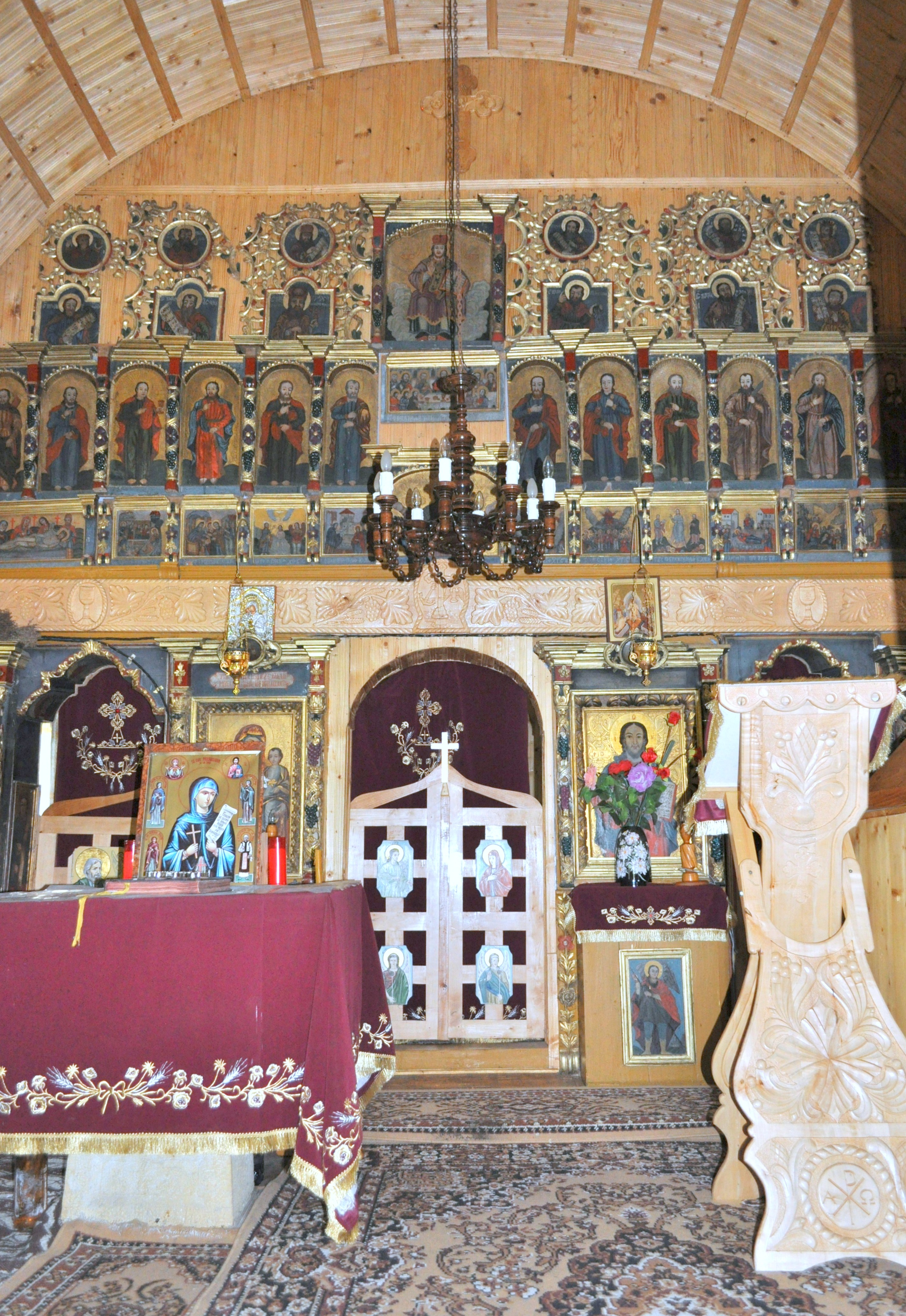
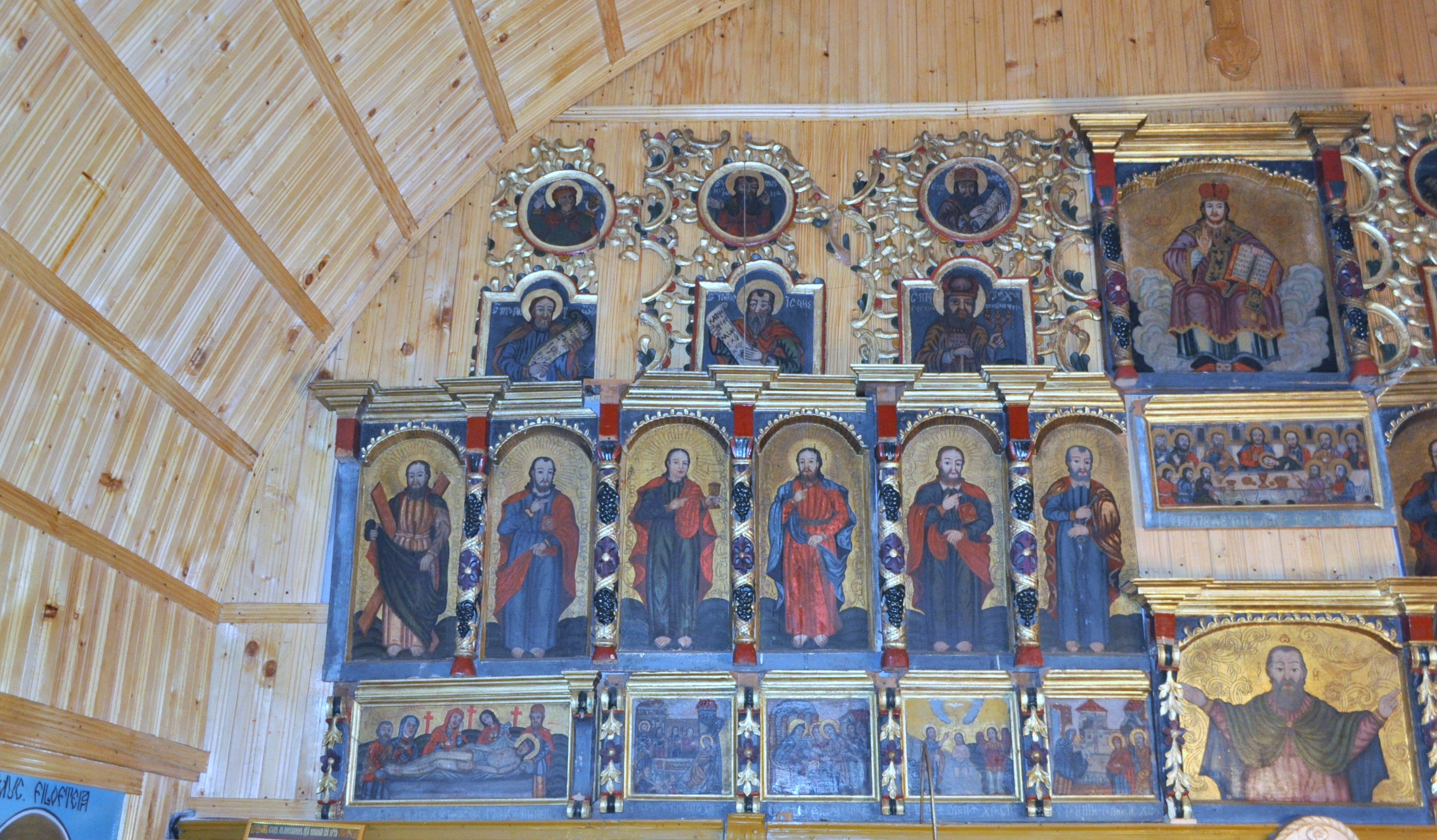
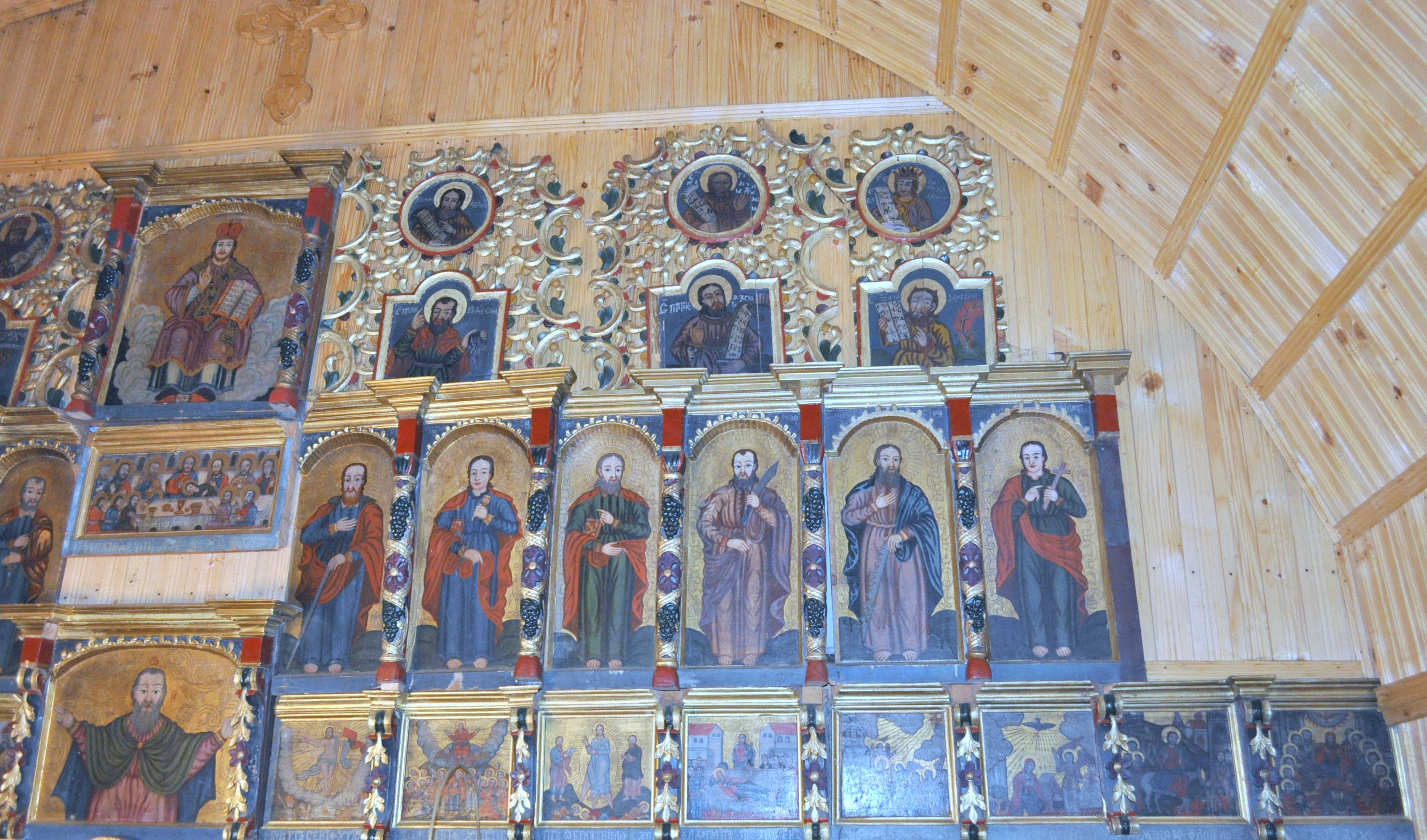
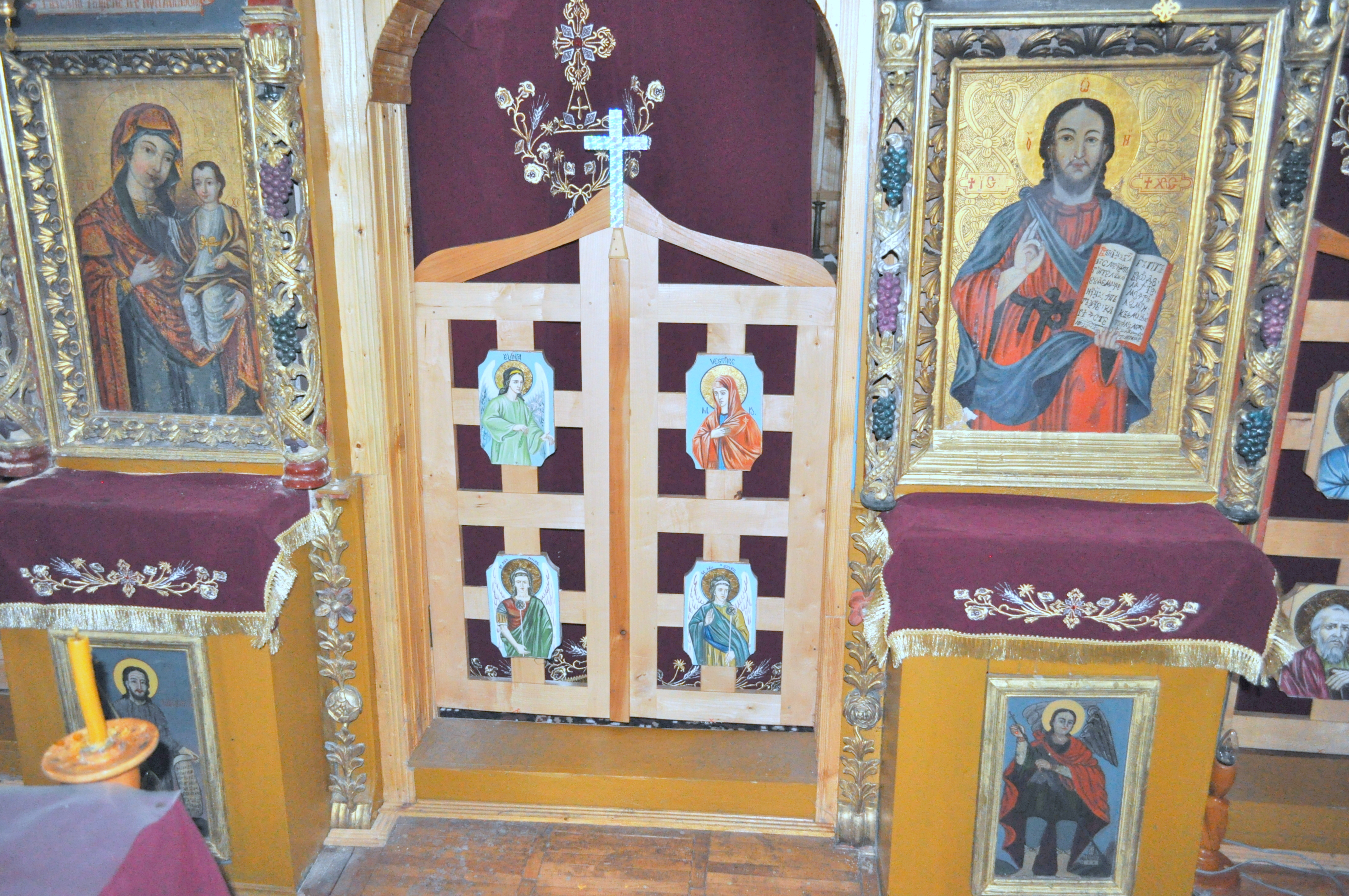
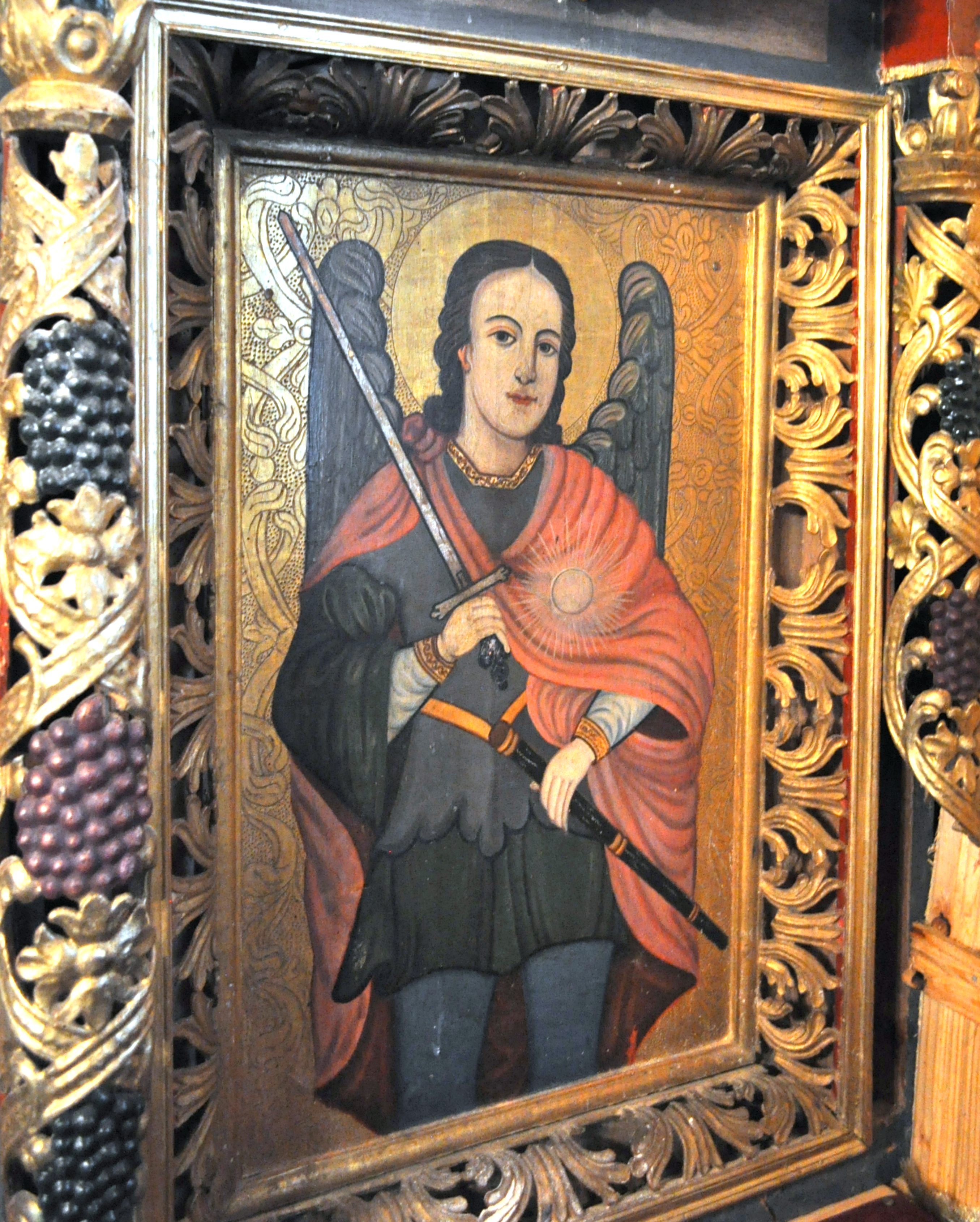
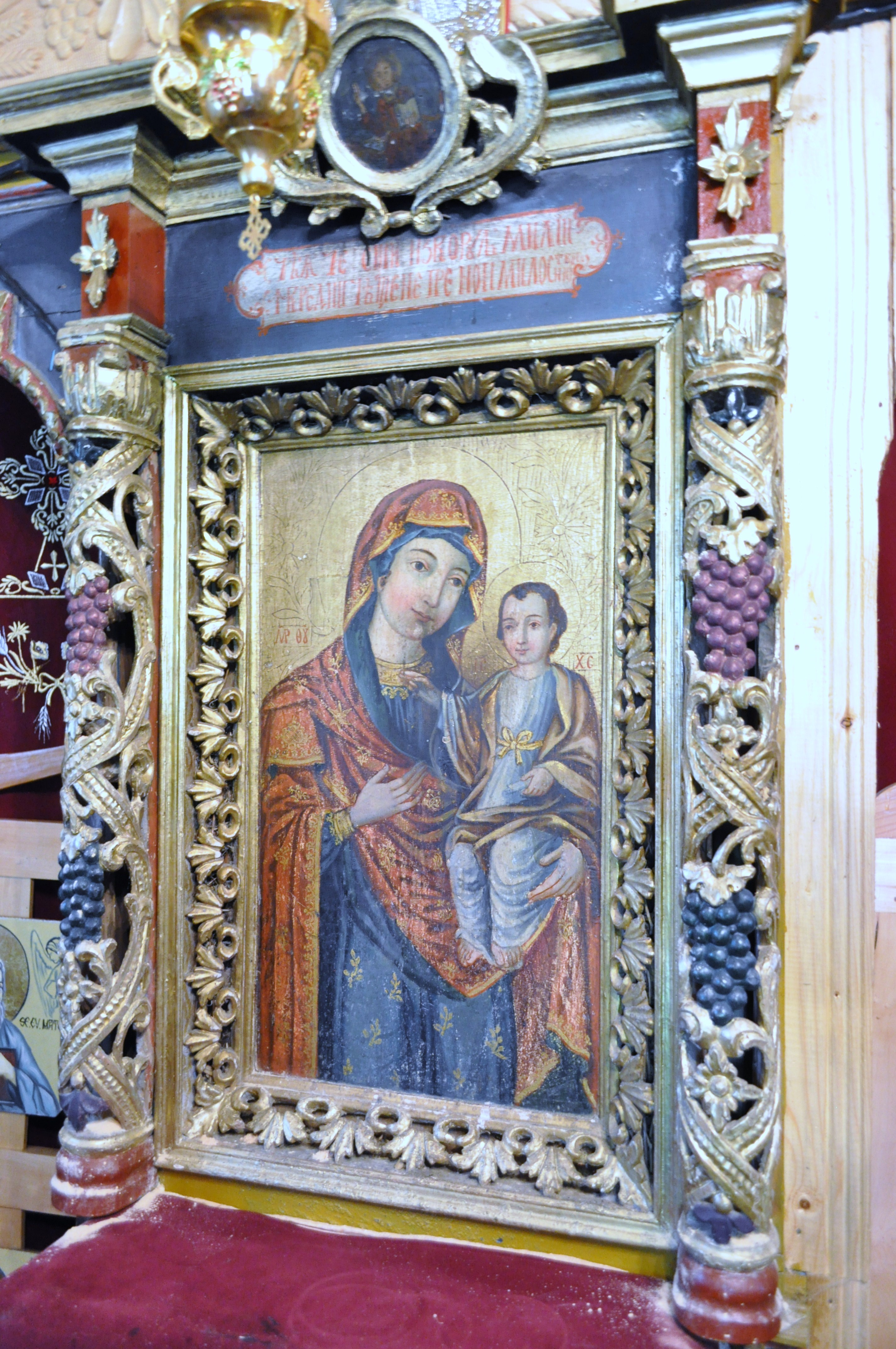
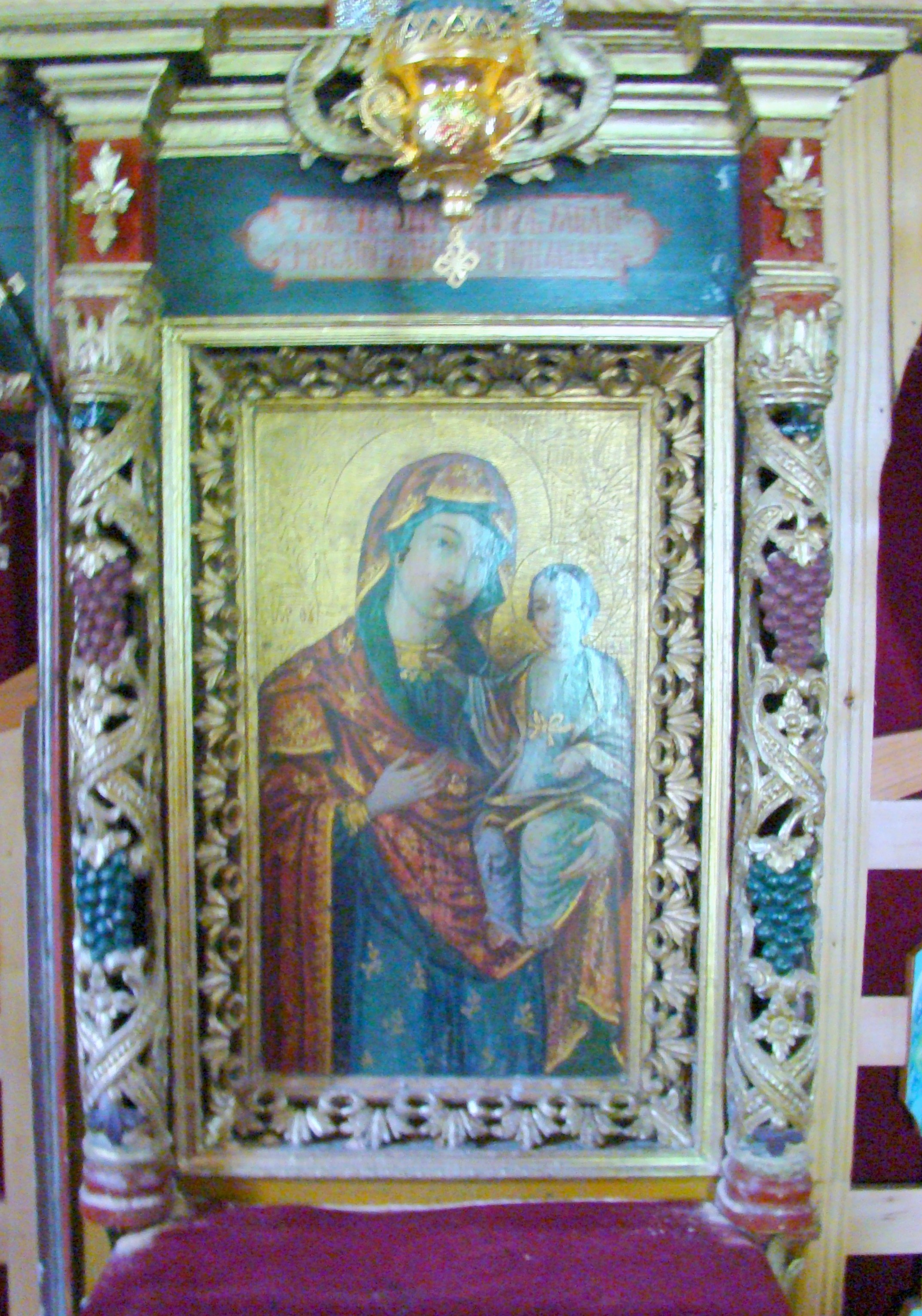
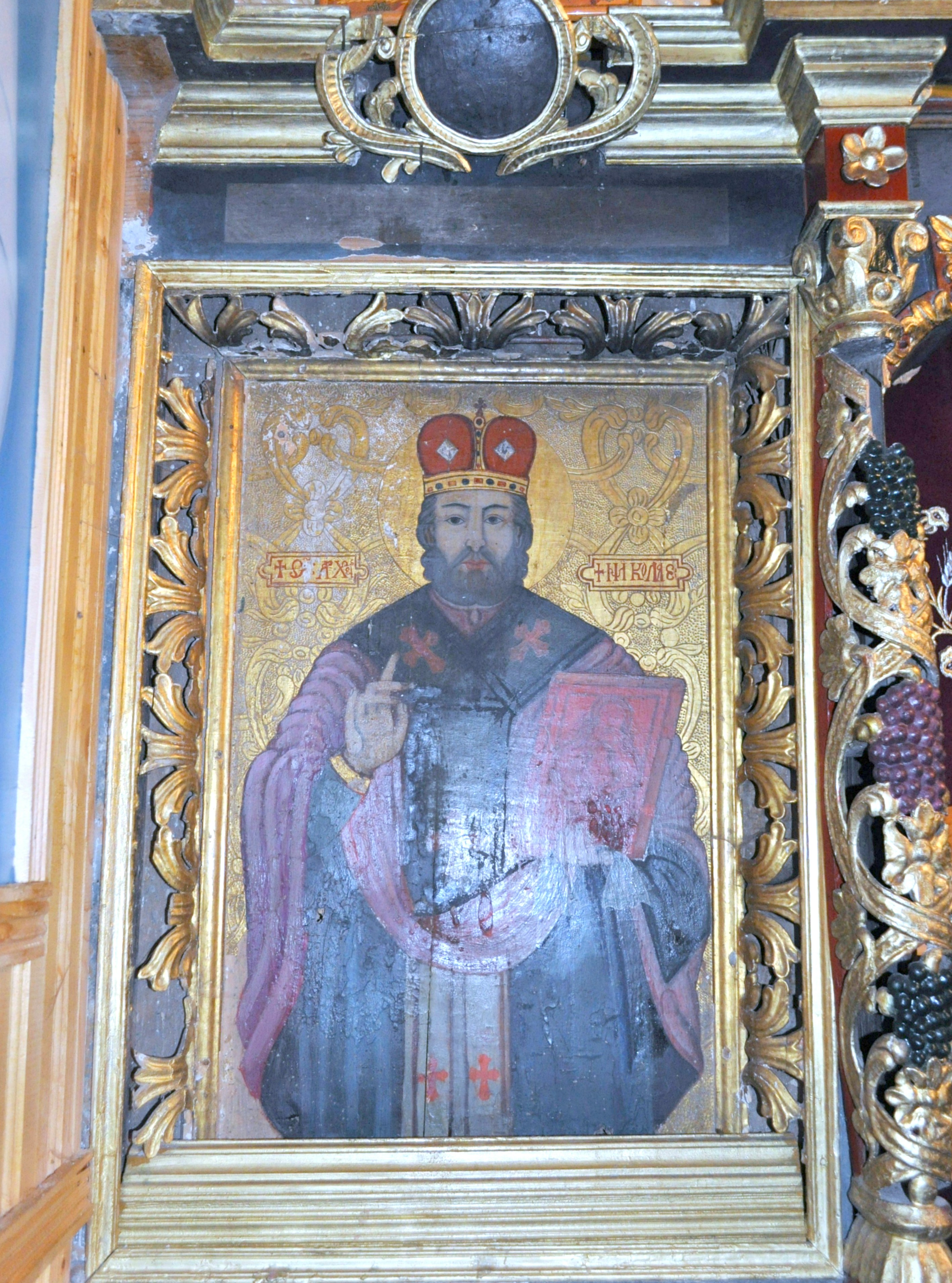
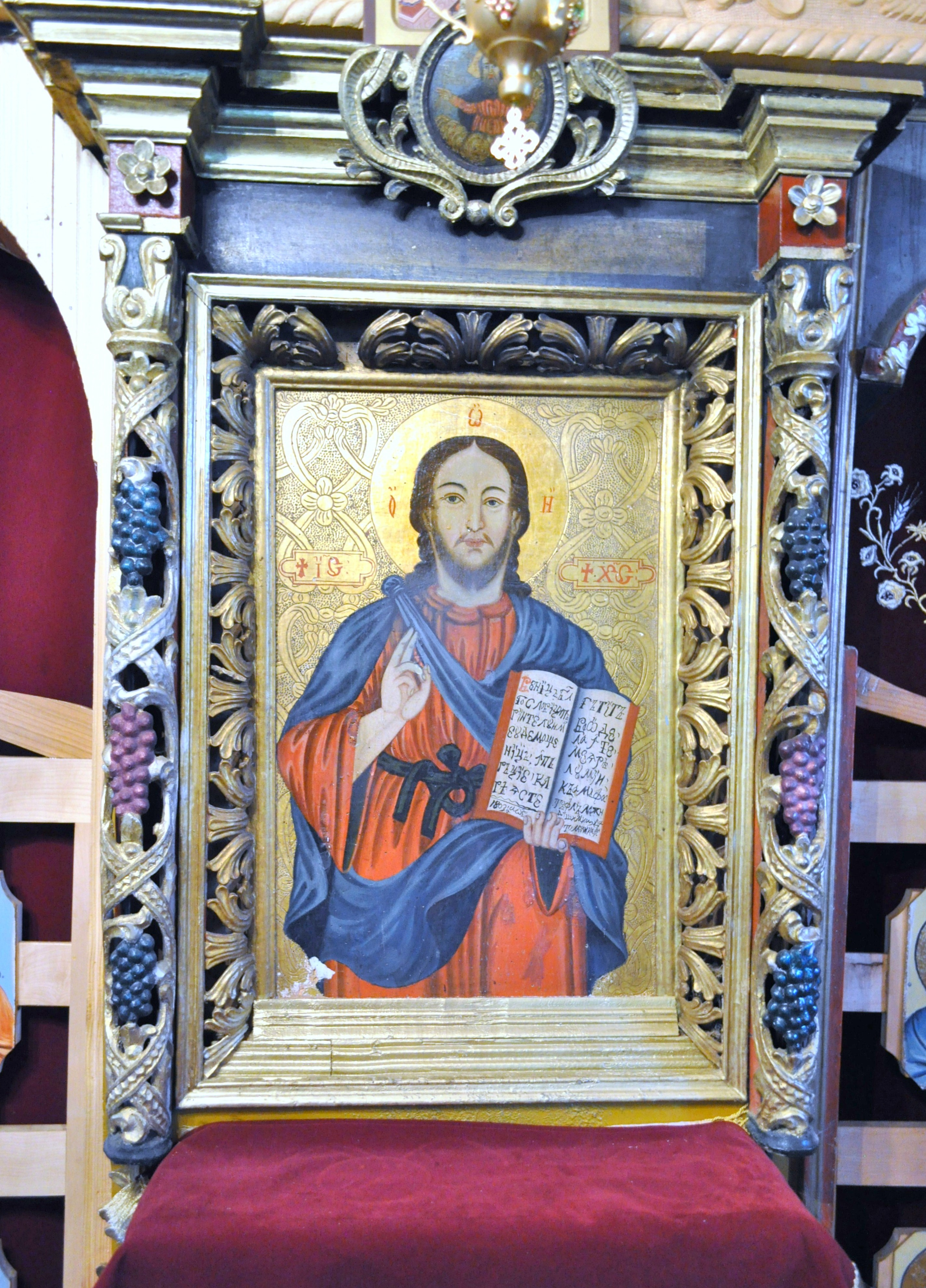
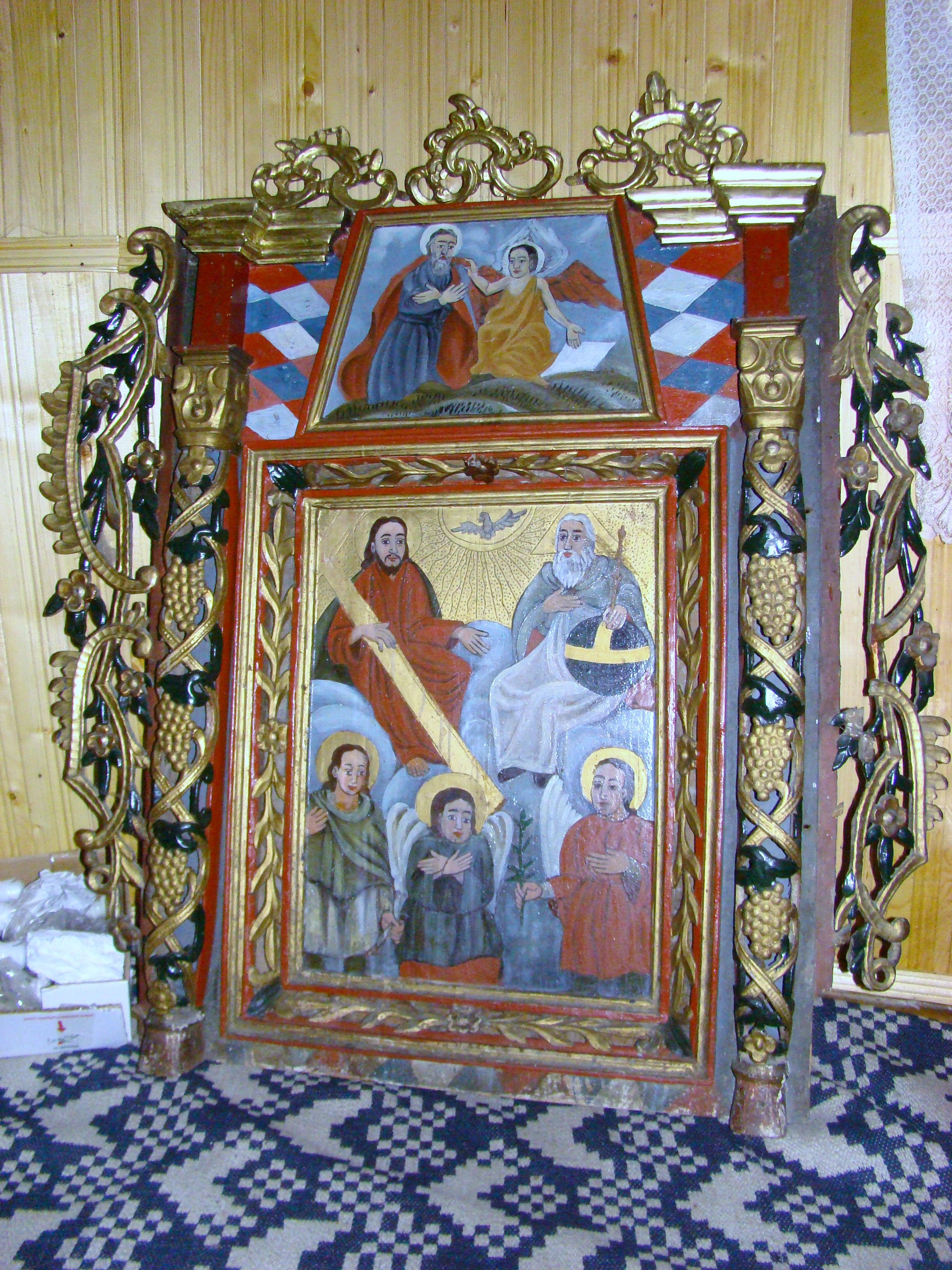
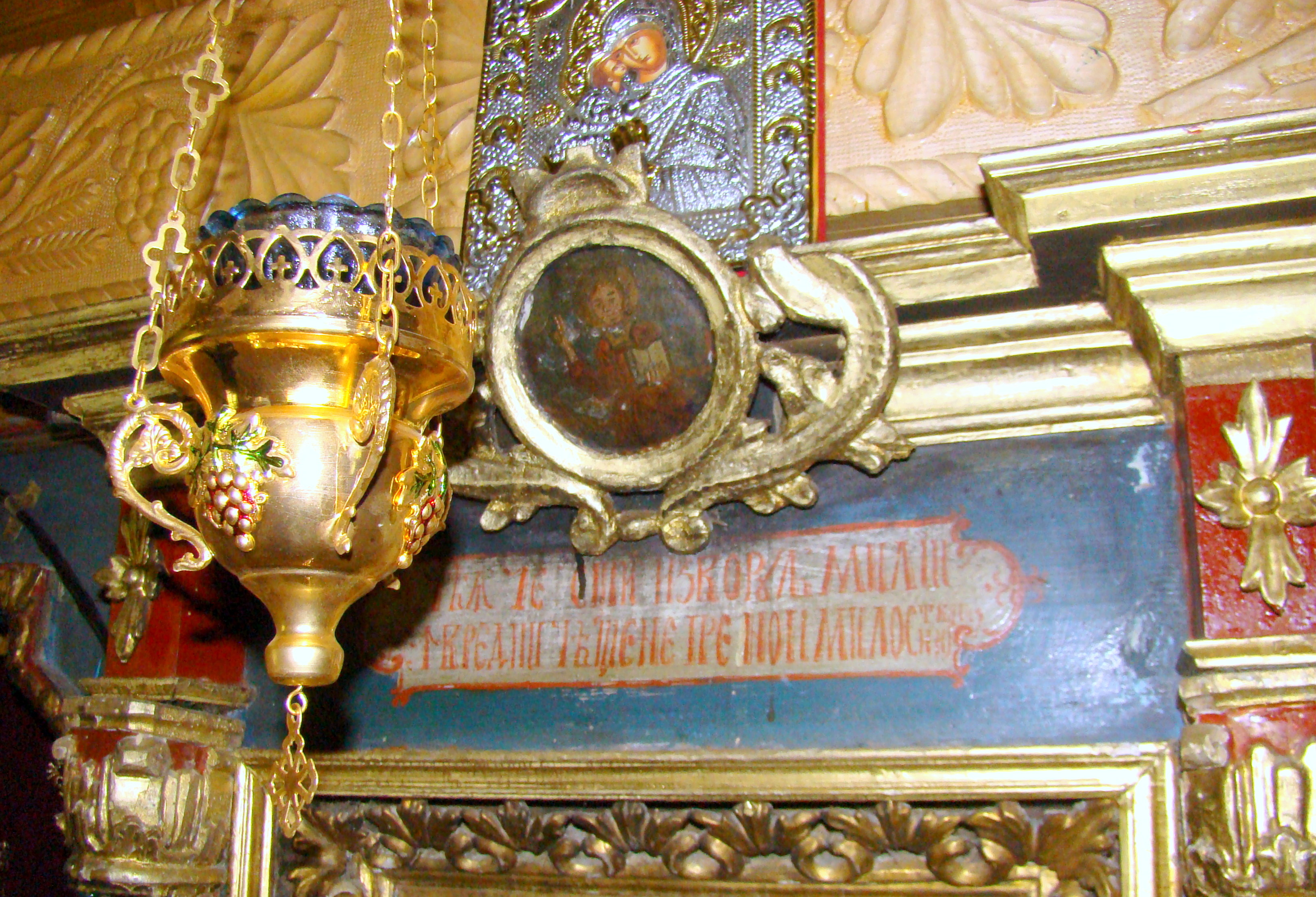
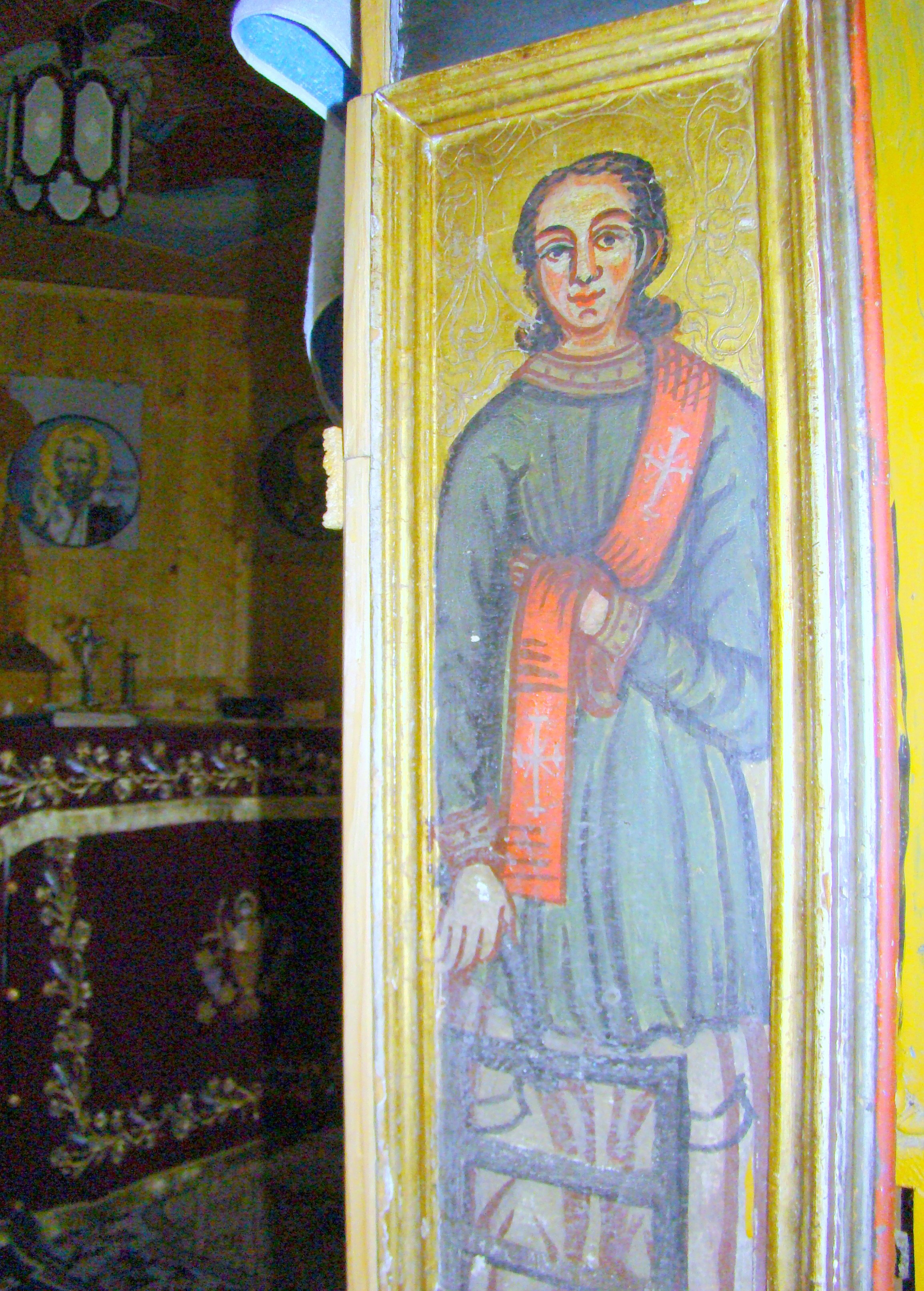
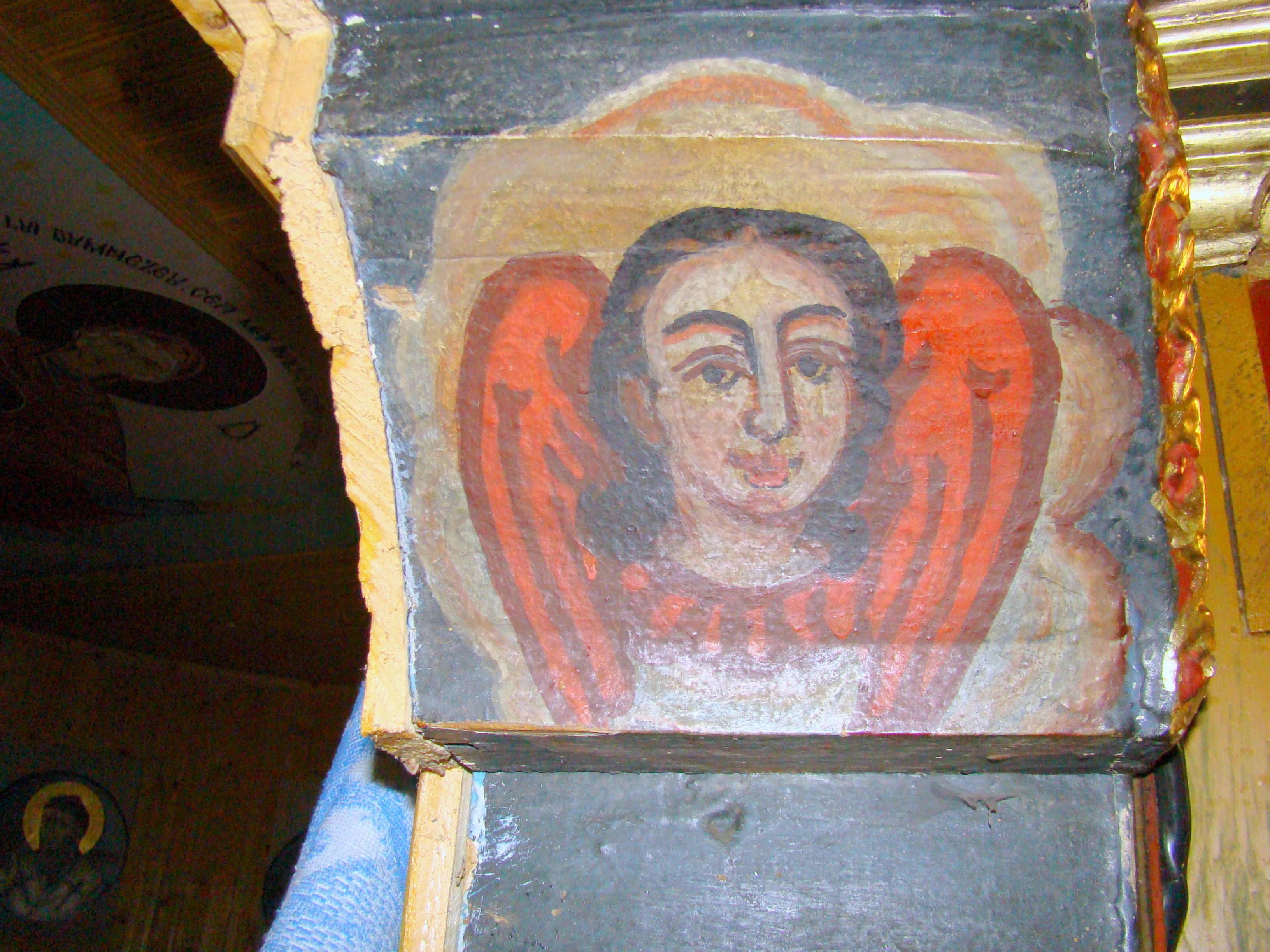
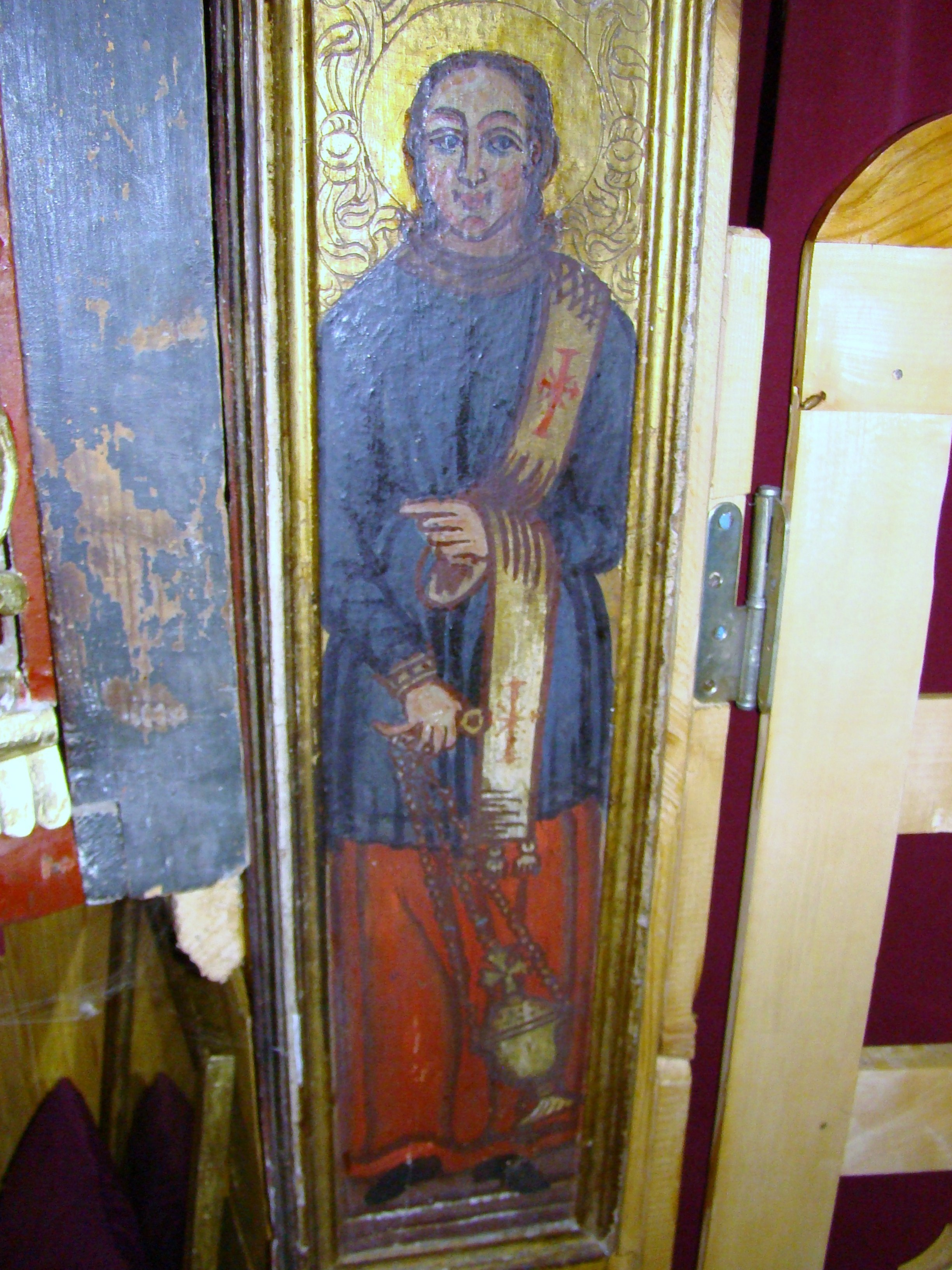
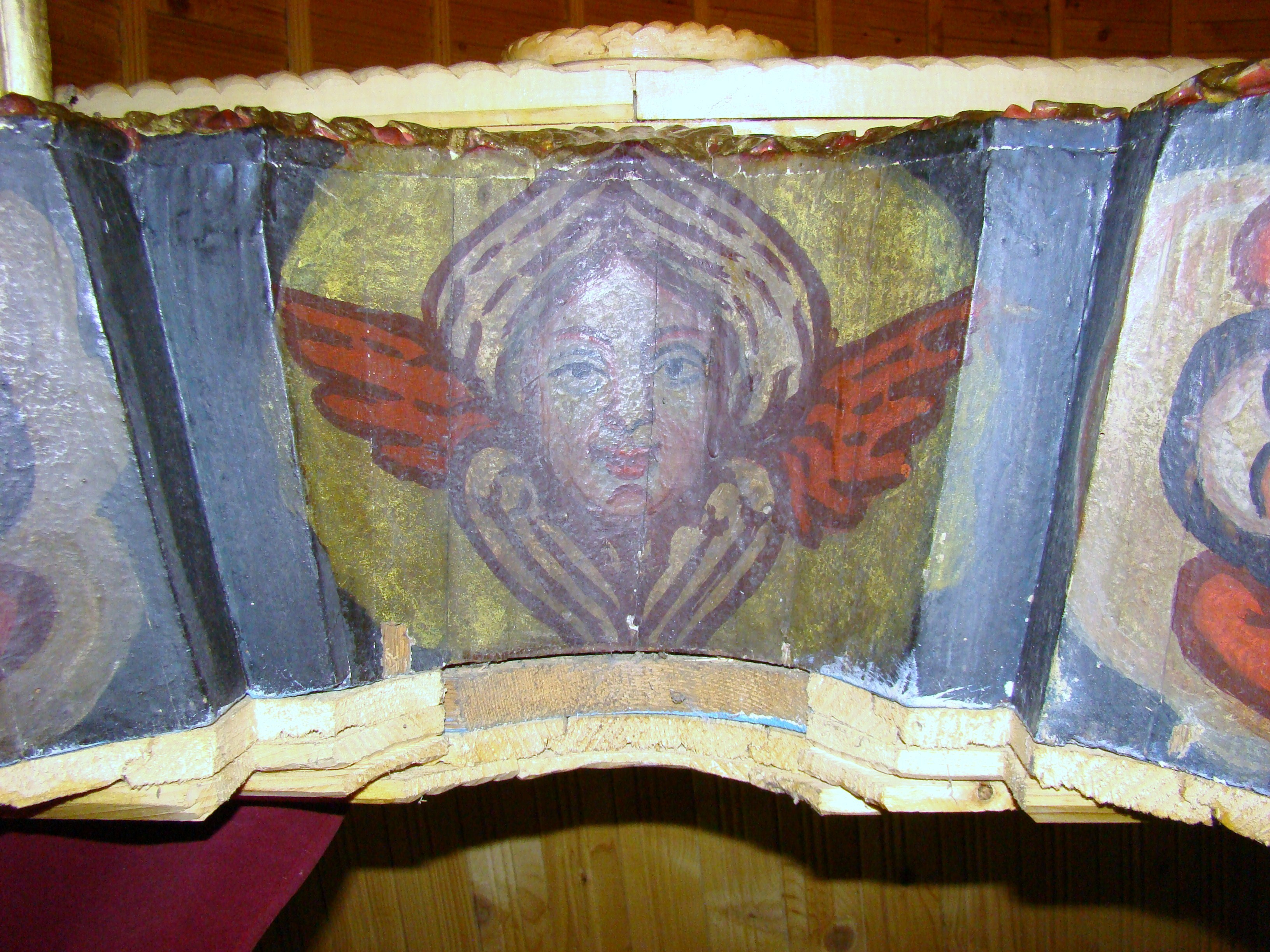
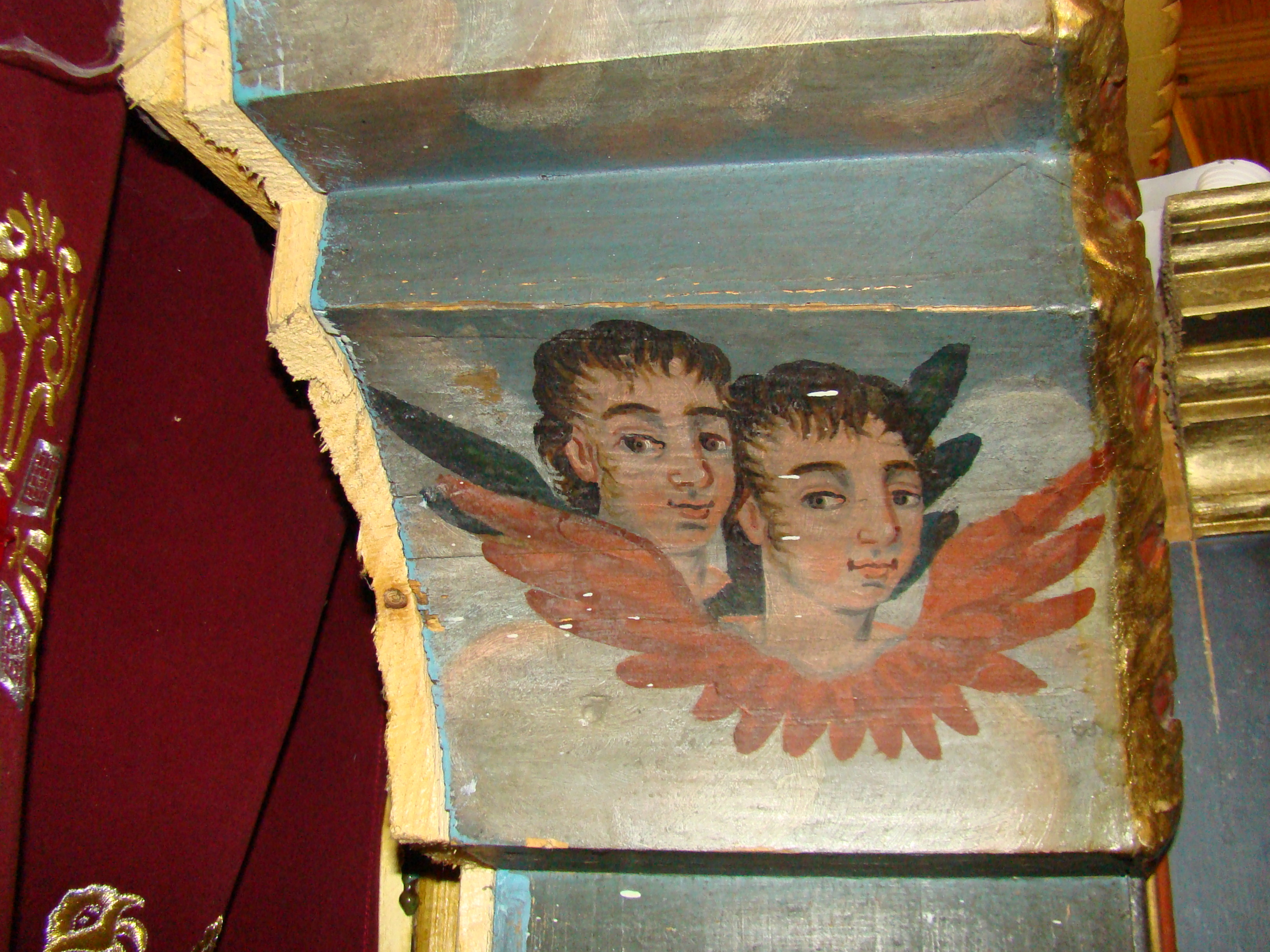
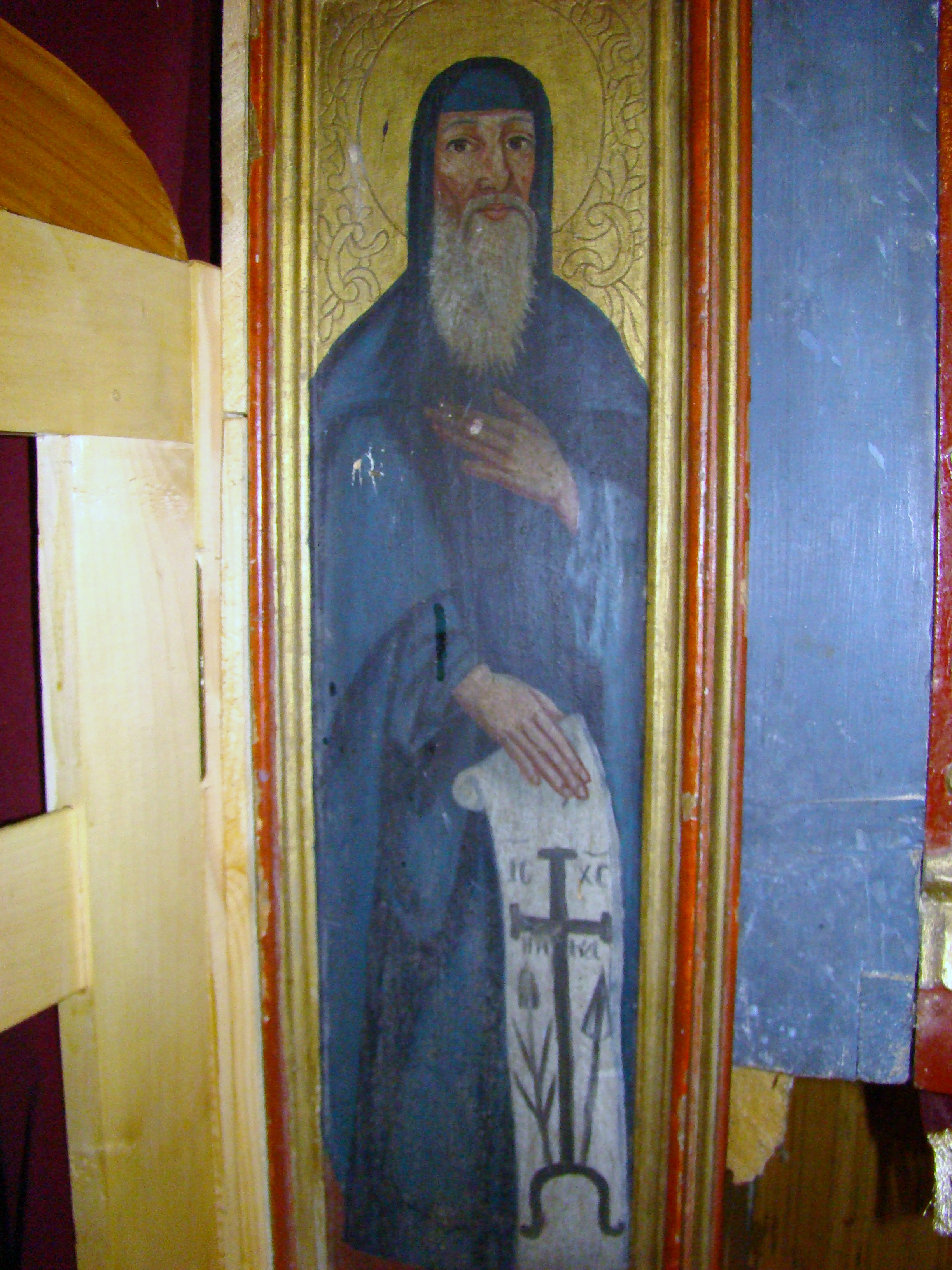
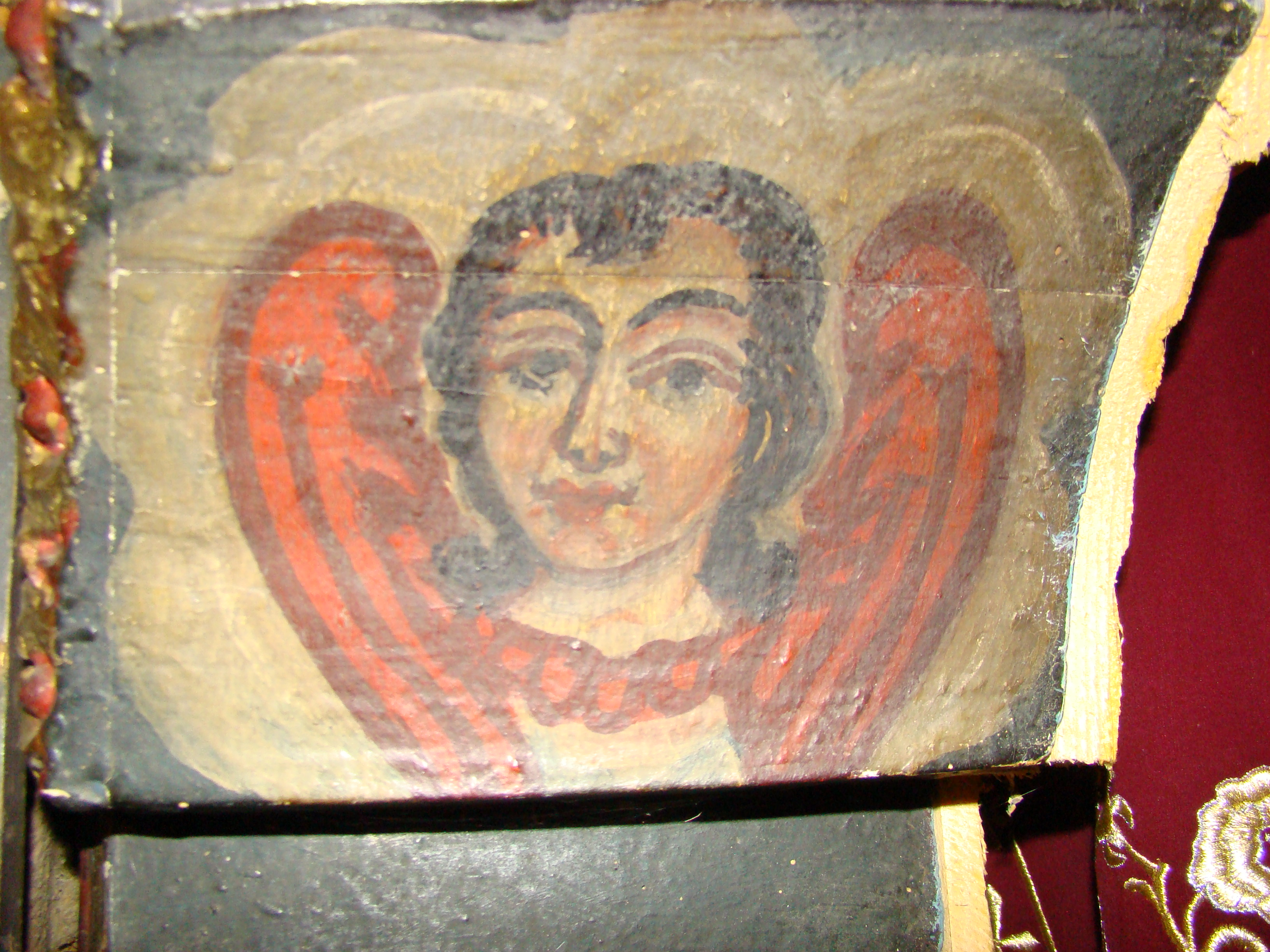
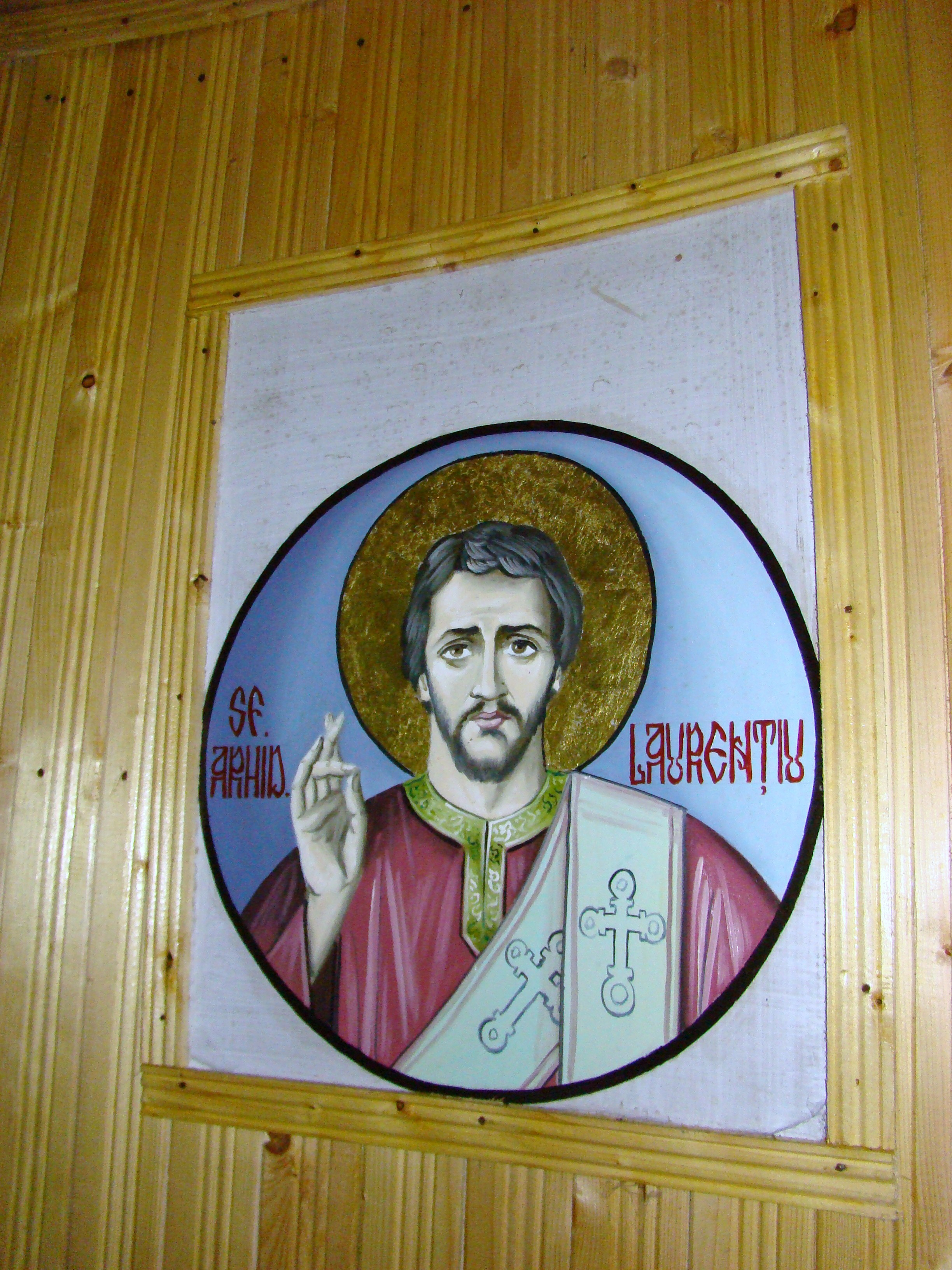
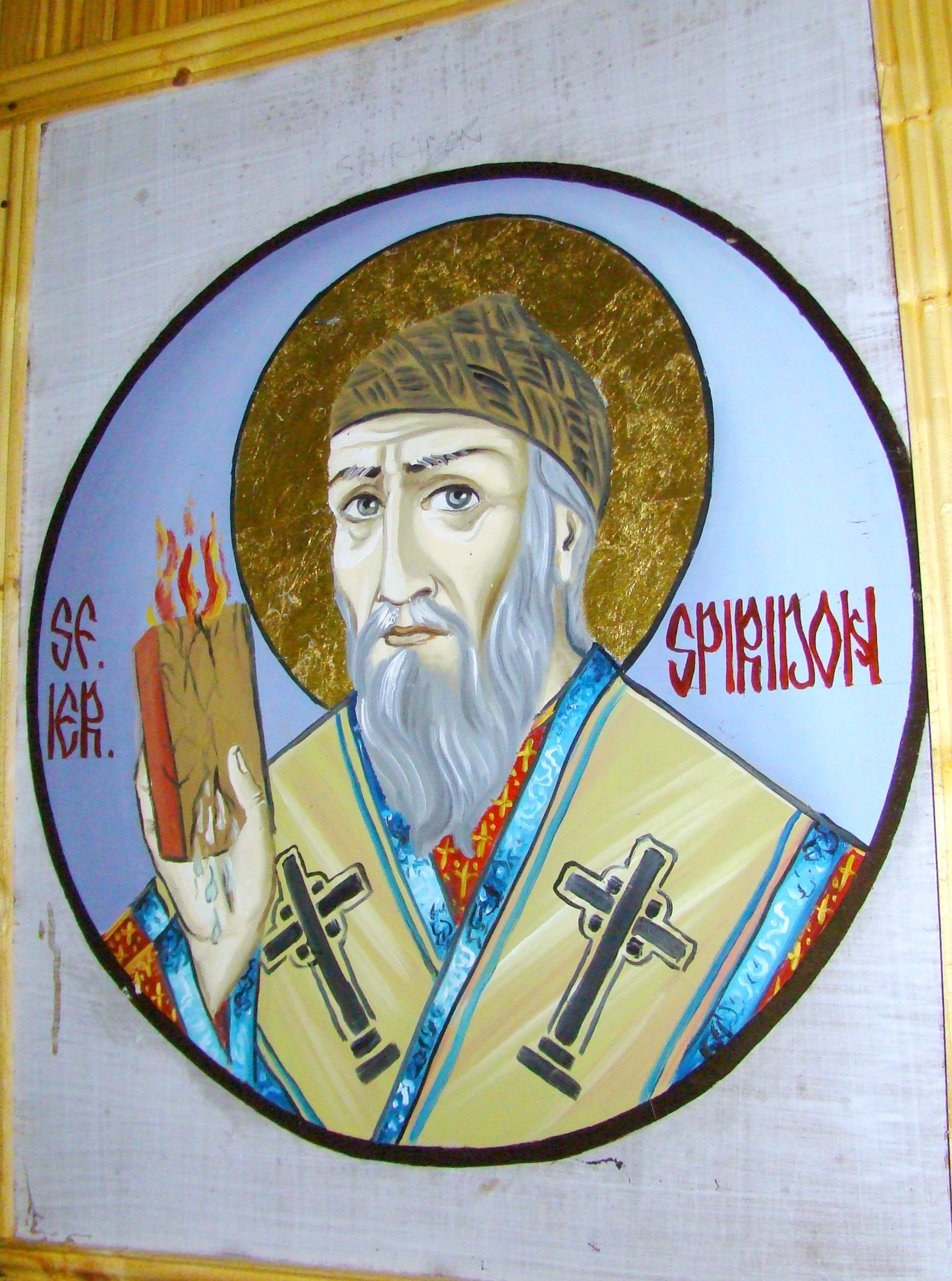
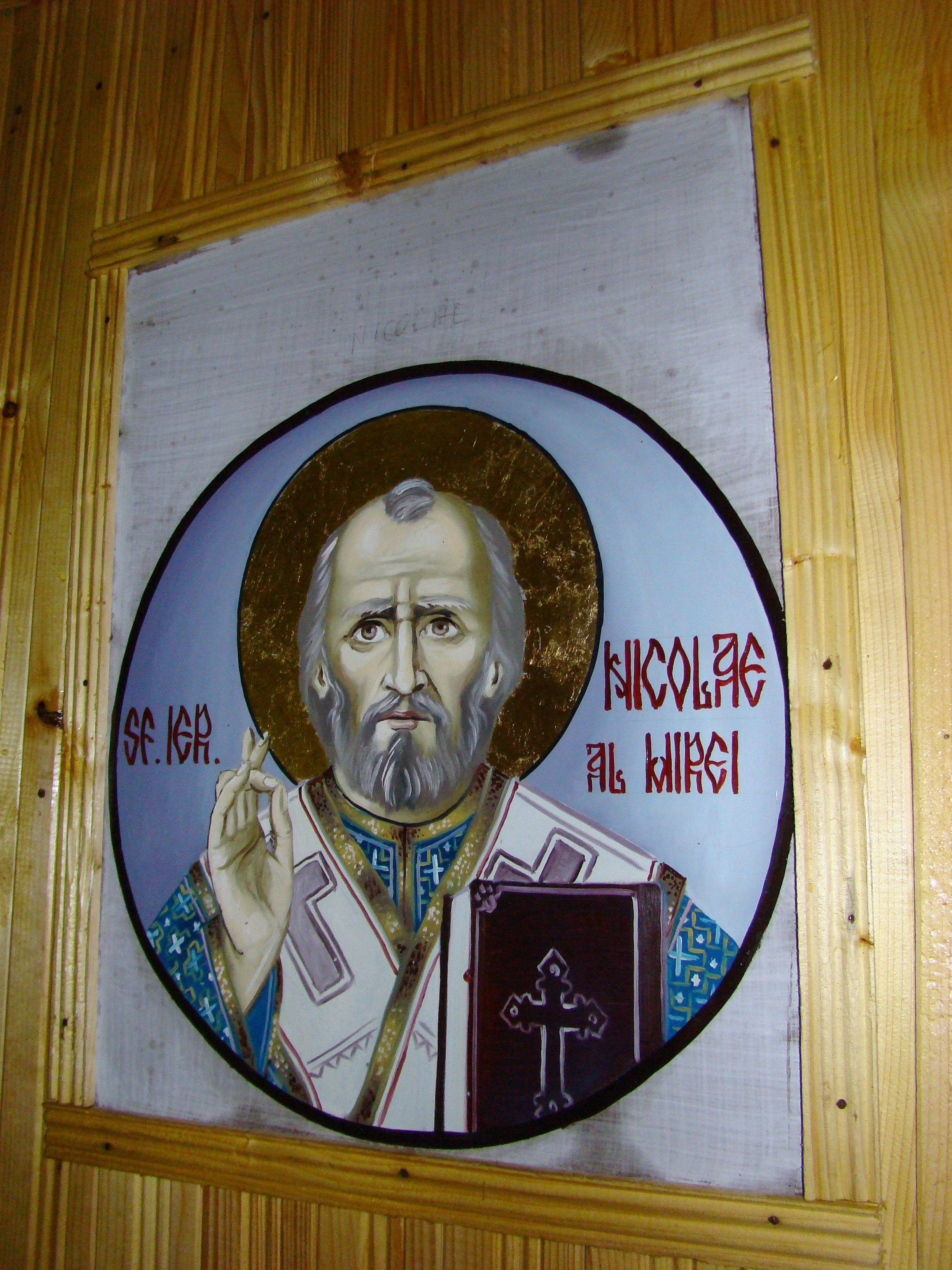
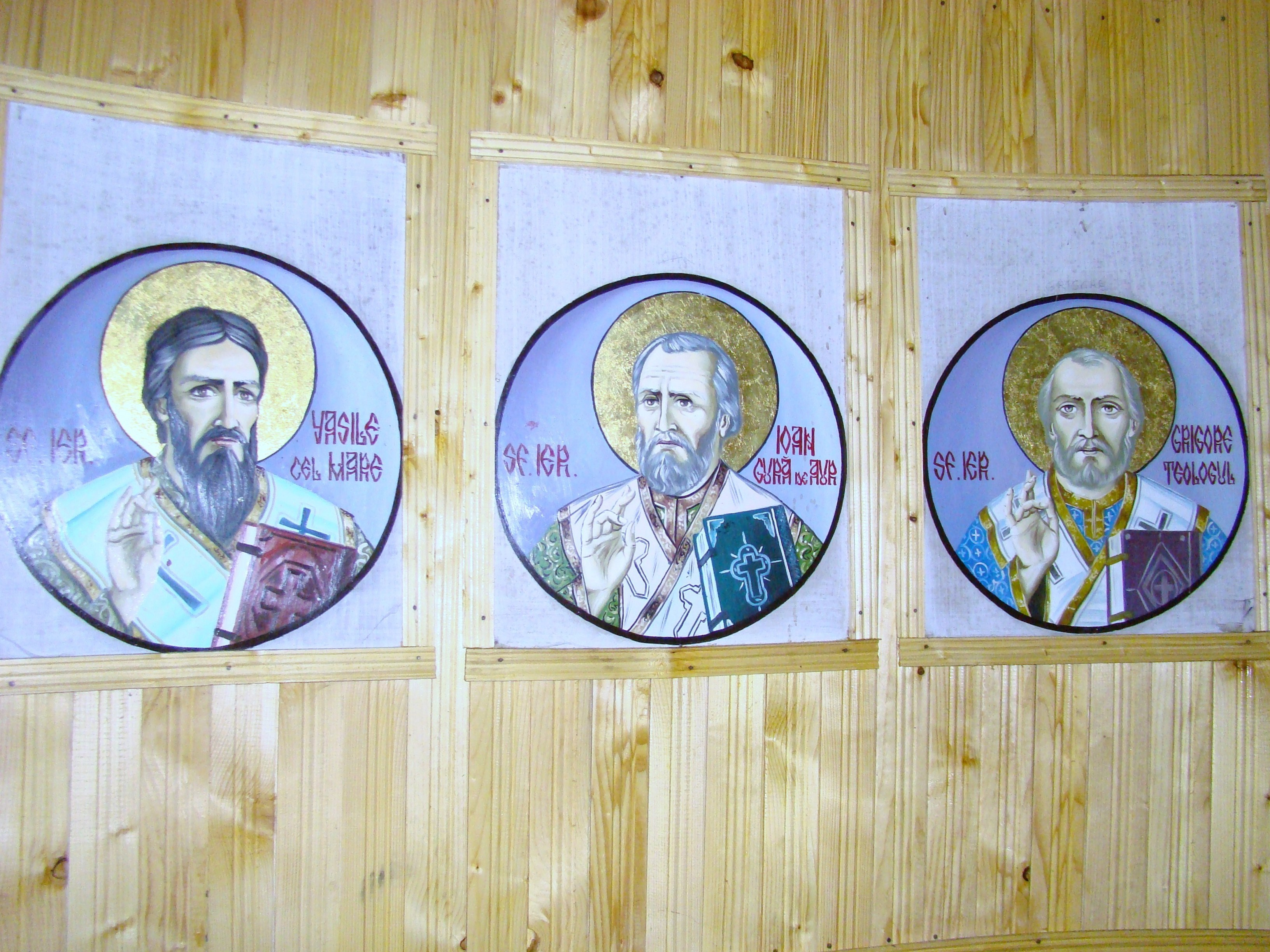
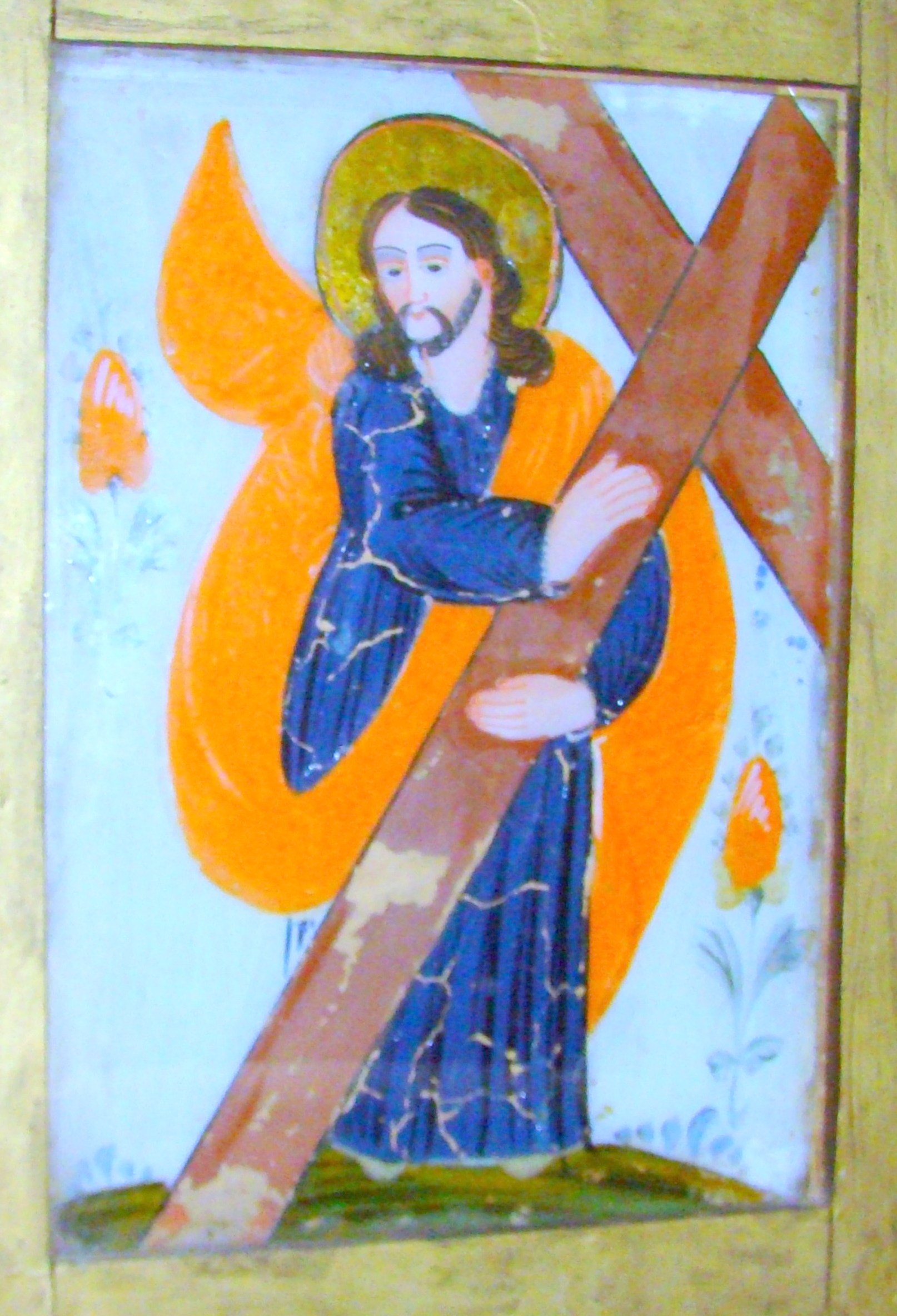
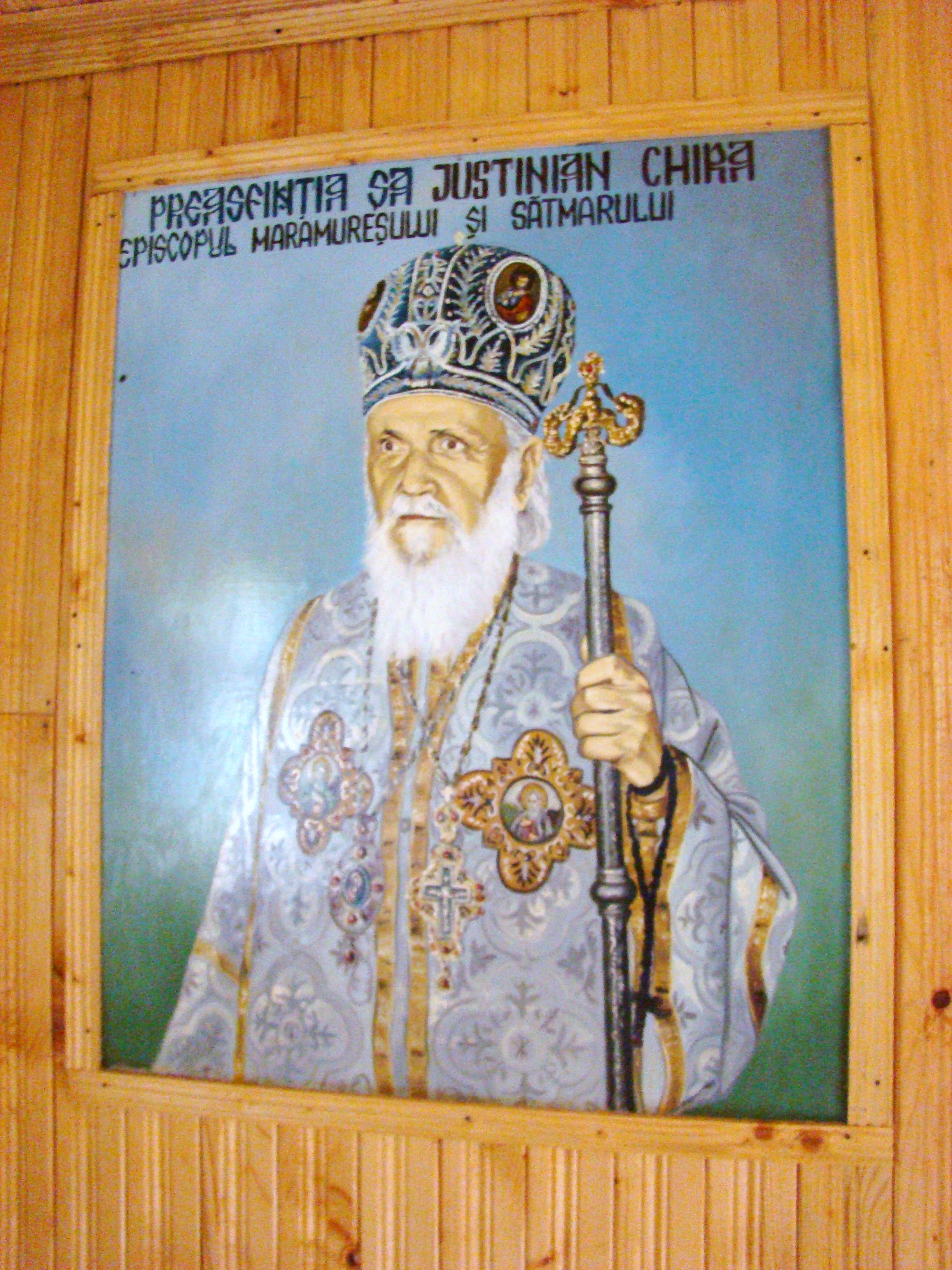
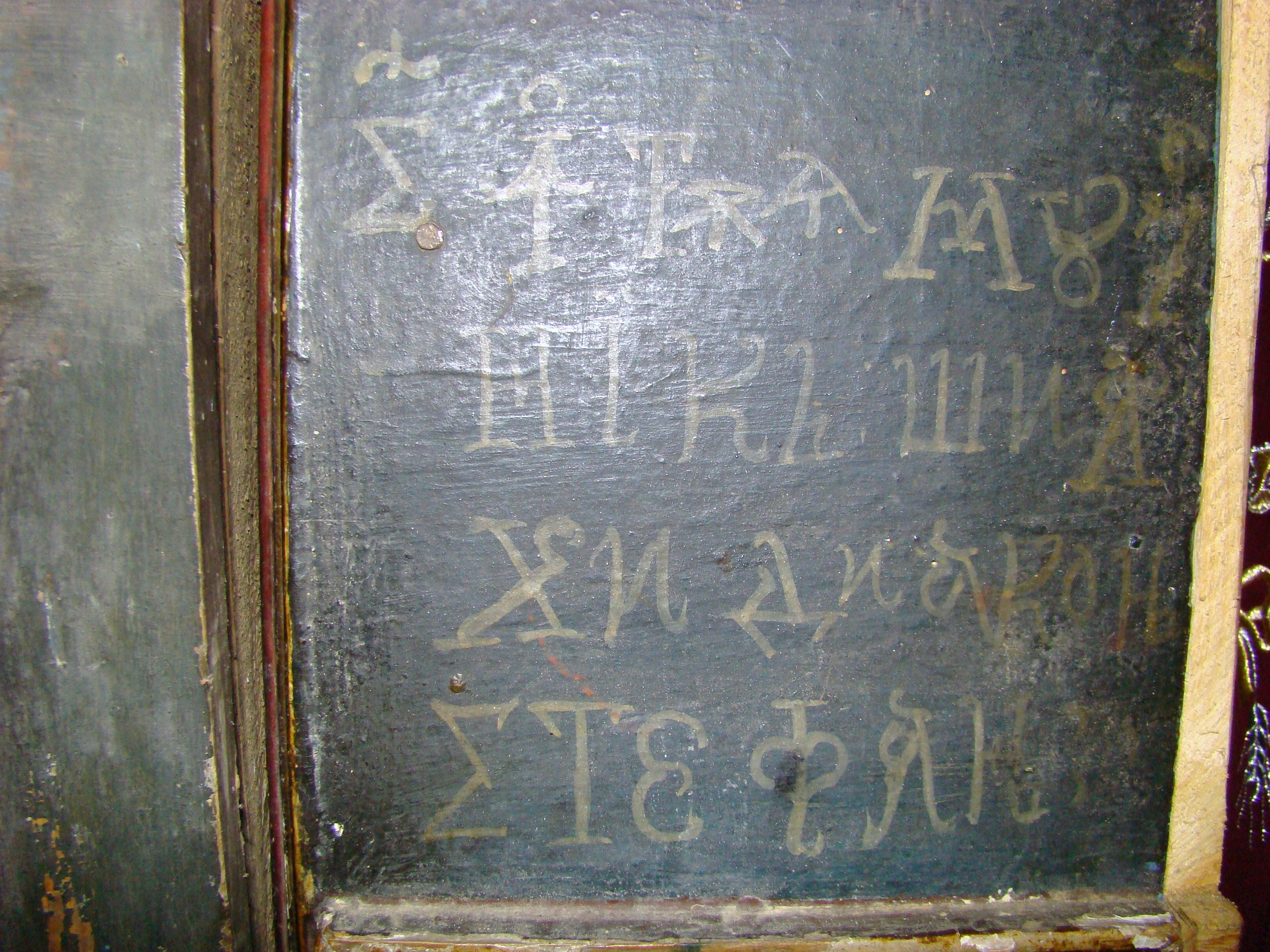
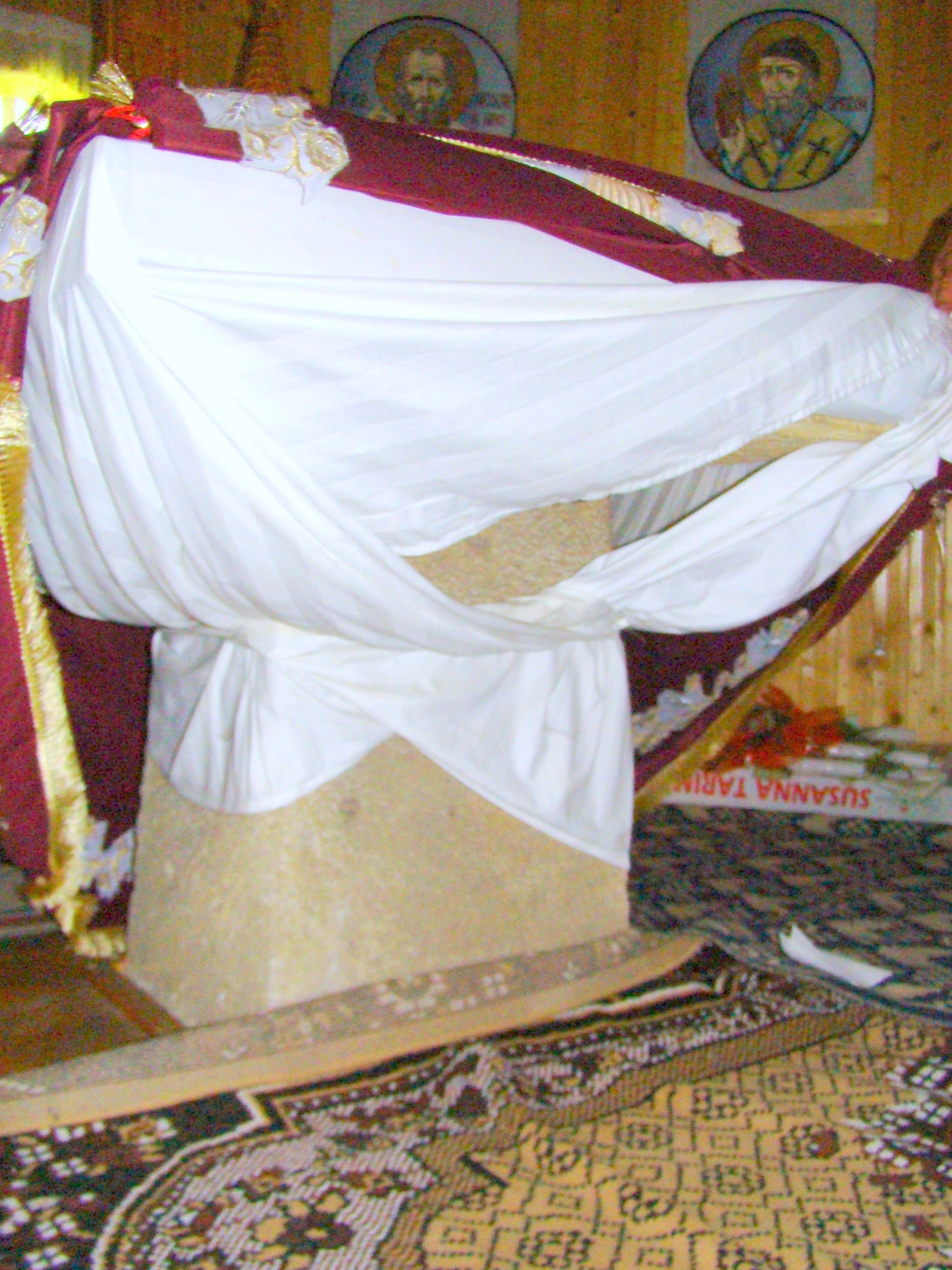